# Campora San Giovanni
Campora San Giovanni (Campura San Giuvanni o Campura Santu Janni, en la escritura antigua en dialecto camporés)  es una fracción italiana perteneciente al municipio de Amantea en la provincia de Cosenza,  al confín con la provincia de Catanzaro en la región de Calabria. Tiene 7.340 habitantes.

## Geografía

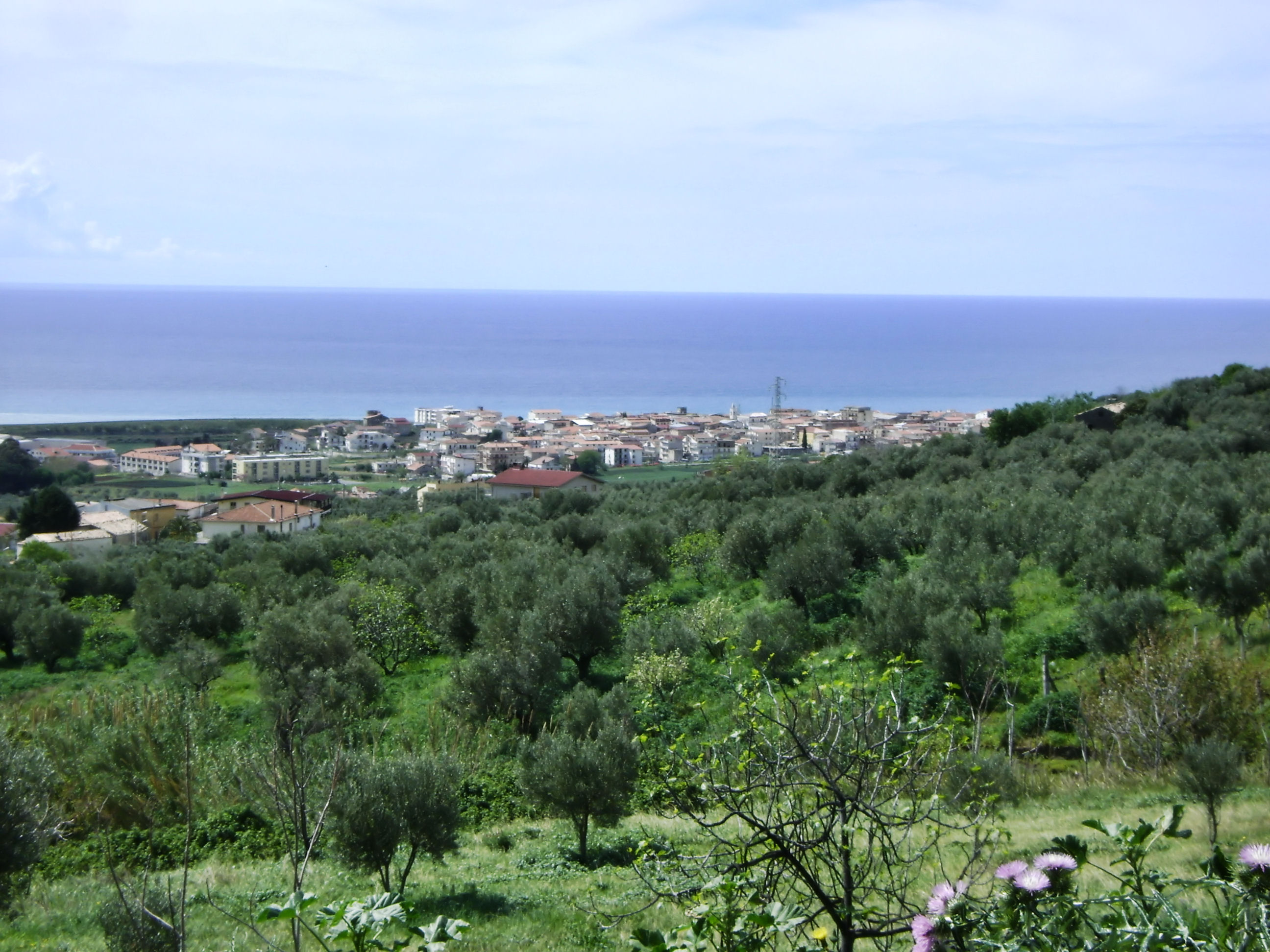
Campora San Giovanni en 2009, vista de la región desde el barrio Augurato con una vegetación local.

La ubicación del poblado costero mediterráneo de Campora San Giovanni está ubicado al oeste de la región italiana de Calabria (dentro del municipio de Amantea) y se localiza entre las coordenadas geográficas extremas del meridiano de Greenwich latitud norte 39º 4’ 0” y longitud este 16º 5’ 0”. 

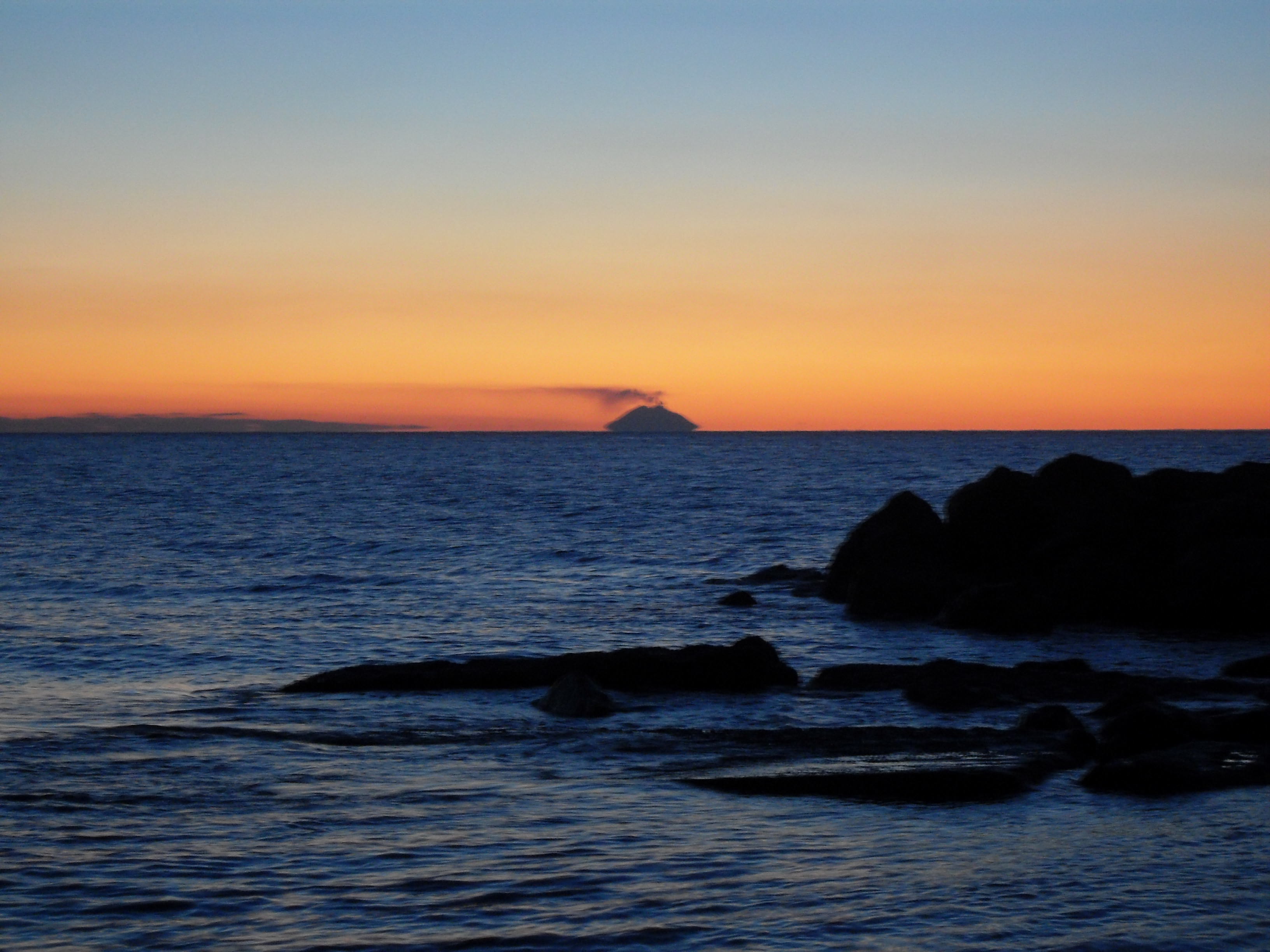
el Volcán Stromboli visto desde la bahía de Campora San Giovanni

Campora se asoma sobre el litoral tirrénico y se ha desarrollado a partir de los años 1950 sobre una pequeña meseta que reina sobre un área llana adyacente a la playa. La región está bordeada por una colina destinada a la producción vinícola y olivera. Esta colina se inclina suavemente hacia la región y ofrece un panorama imponente: a la izquierda, el golfo de Lamezia Terme, de frente sobre la línea del horizonte, en días limpios se divisa el volcán Stromboli, con su penacho de humo. Desde el puerto de Campora se pueden alcanzar en poco tiempo las Islas Eolias.

### Límites
| Noroeste: Coreca          | Norte: Amantea | Noreste: Aiello Calabro  |
| Oeste: Mar Tirreno        |                | Este: Serra d'Aiello     |
| Suroeste: Nocera Terinese | Sur: Falerna   | Sureste: Savuto di Cleto |

### Clima
| Parámetros climáticos promedio de Campora San Giovanni                          | Parámetros climáticos promedio de Campora San Giovanni | Parámetros climáticos promedio de Campora San Giovanni | Parámetros climáticos promedio de Campora San Giovanni | Parámetros climáticos promedio de Campora San Giovanni | Parámetros climáticos promedio de Campora San Giovanni | Parámetros climáticos promedio de Campora San Giovanni | Parámetros climáticos promedio de Campora San Giovanni | Parámetros climáticos promedio de Campora San Giovanni | Parámetros climáticos promedio de Campora San Giovanni | Parámetros climáticos promedio de Campora San Giovanni | Parámetros climáticos promedio de Campora San Giovanni | Parámetros climáticos promedio de Campora San Giovanni | Parámetros climáticos promedio de Campora San Giovanni |
| Mes                                                                             | Ene.                                                   | Feb.                                                   | Mar.                                                   | Abr.                                                   | May.                                                   | Jun.                                                   | Jul.                                                   | Ago.                                                   | Sep.                                                   | Oct.                                                   | Nov.                                                   | Dic.                                                   | Anual                                                  |
| ------------------------------------------------------------------------------- | ------------------------------------------------------ | ------------------------------------------------------ | ------------------------------------------------------ | ------------------------------------------------------ | ------------------------------------------------------ | ------------------------------------------------------ | ------------------------------------------------------ | ------------------------------------------------------ | ------------------------------------------------------ | ------------------------------------------------------ | ------------------------------------------------------ | ------------------------------------------------------ | ------------------------------------------------------ |
| Temp. máx. media (°C)                                                           | 13.4                                                   | 13.8                                                   | 15.6                                                   | 18.1                                                   | 22.0                                                   | 25.8                                                   | 28.4                                                   | 29.0                                                   | 26.4                                                   | 22.2                                                   | 18.3                                                   | 15.2                                                   | 20.7                                                   |
| Temp. mín. media (°C)                                                           | 7.6                                                    | 7.3                                                    | 8.5                                                    | 10.6                                                   | 13.7                                                   | 17.8                                                   | 20.5                                                   | 20.8                                                   | 18.4                                                   | 14.8                                                   | 11.8                                                   | 9.1                                                    | 13.4                                                   |
| Precipitación total (mm)                                                        | 116                                                    | 73                                                     | 100                                                    | 63                                                     | 54                                                     | 21                                                     | 13                                                     | 20                                                     | 61                                                     | 75                                                     | 137                                                    | 171                                                    | 904                                                    |
| Días de precipitaciones (≥ 1 mm)                                                | 11                                                     | 8                                                      | 11                                                     | 7                                                      | 4                                                      | 2                                                      | 1                                                      | 2                                                      | 4                                                      | 7                                                      | 9                                                      | 12                                                     | 78                                                     |
| Fuente: Clasificación climática de los municipios italianos 22 de julio de 2009 |                                                        |                                                        |                                                        |                                                        |                                                        |                                                        |                                                        |                                                        |                                                        |                                                        |                                                        |                                                        |                                                        |

## Barrios
| - Augurato - Carratelli - Cologni | - Cozza - Cuccuvaglia - Fravitte | - Gallo - Imbelli - Marano | - Marinella - Mirabelli - Oliva | - Piana Cavallo - Piana Mauri - Principessa | - Ribes - Rubano - Strìttùrì - Villanova |

## Economía
Las fuentes de ingresos más importantes de Campora San Giovanni son la agricultura y el turismo. Desde el siglo XX, se elabora en la región la cebolla de Tropea, que es un producto de exportación muy importante. También es un lugar de vacaciones. Su puerto, construido en 2003, comunica la localidad con las Islas Lipari, siendo así parte importante de la infraestructura turística.

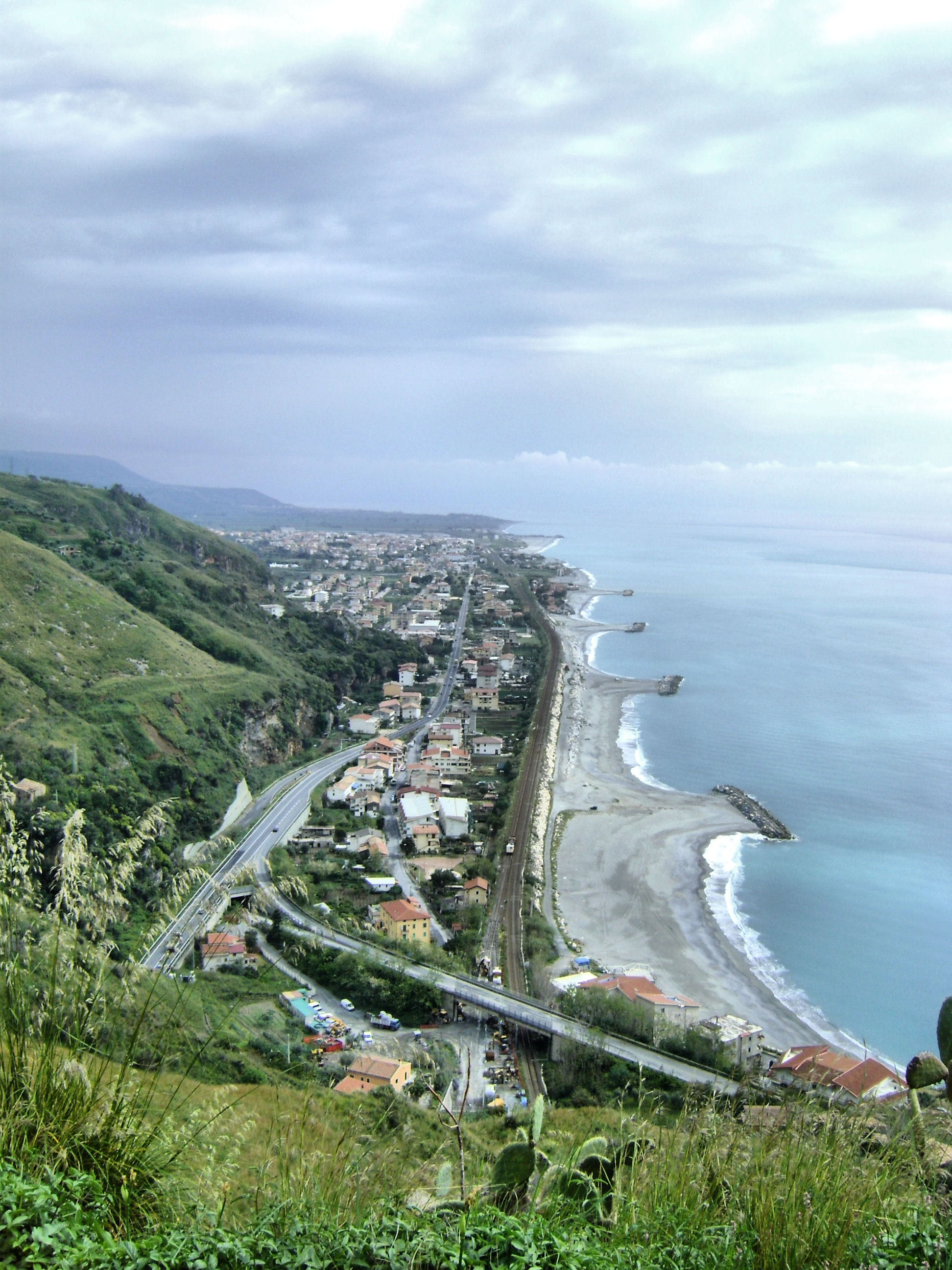
Panorama de Campora San Giovanni con vista al barrio Strìttùrì.

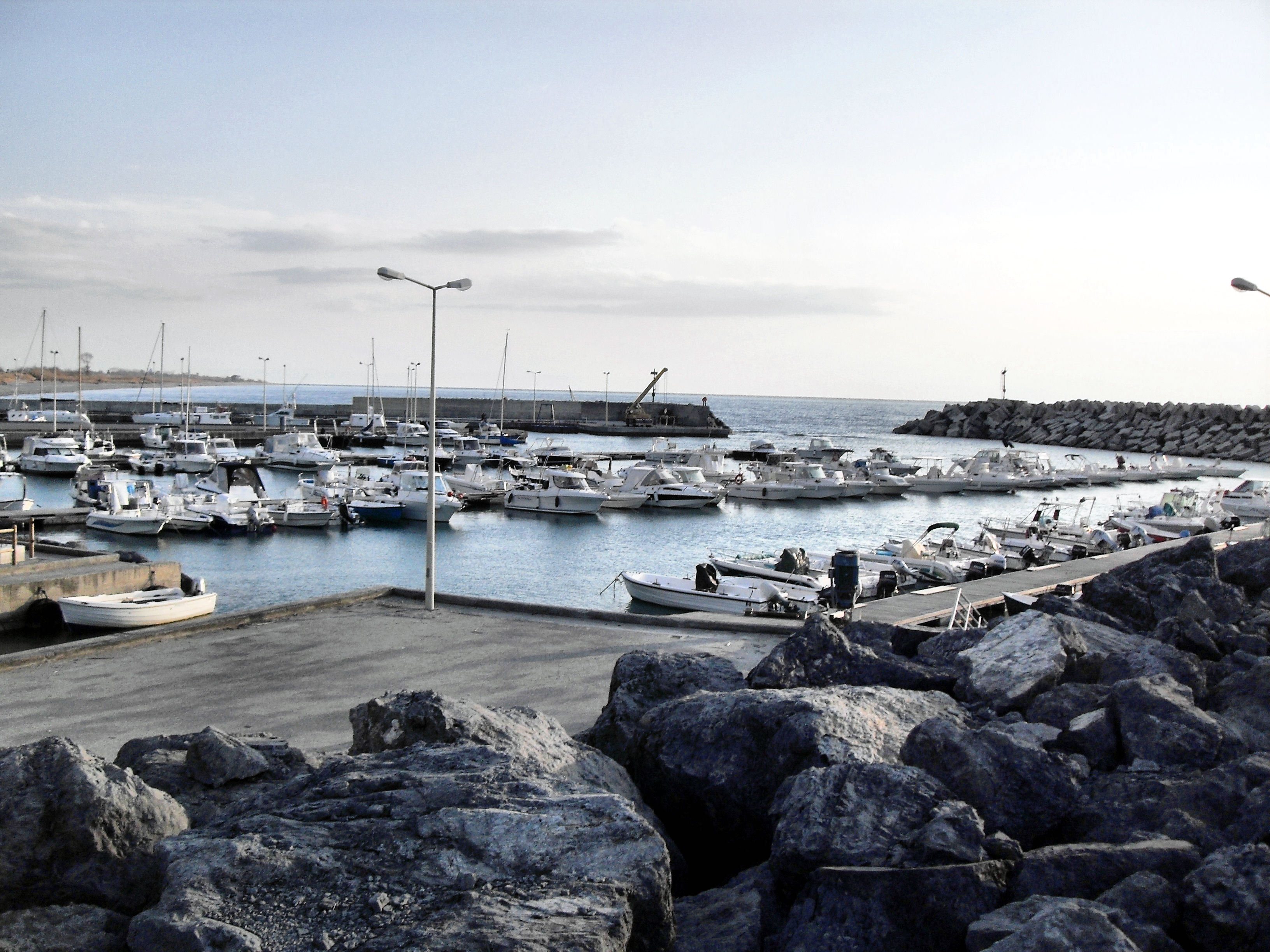
el Puerto Turístico de Campora San Giovanni.

## Transporte
Campora San Giovanni está situada al lado de la autovía estatal SS 18 y también se puede acceder por tren. El aeropuerto Lamezia Terme, situado a 25 kilómetros de la localidad, es accesible por la autovía A3.

## Historia

### Historia antigua
En la antigüedad, la zona fue sede de dos ciudades de la Magna Grecia:

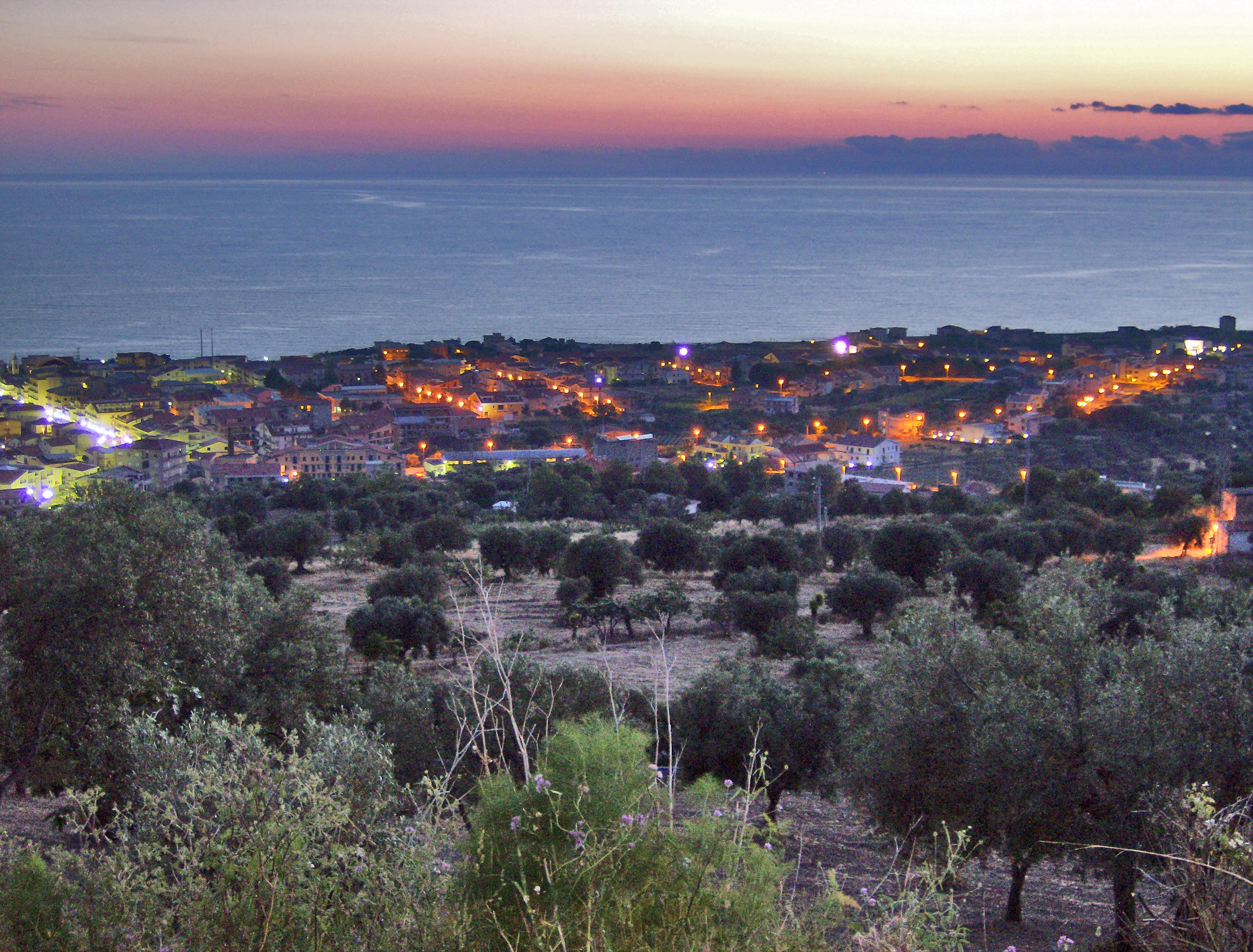
Panorama veraniego de Campora San Giovanni al ocaso visto desde el barrio Mirabelli con un escorzo de flora local.

- Temesa (en griego antiguo Τεμεσα),  aliada de Sibari. Corresponde más o menos a los actuales barrios de Carratelli y Imbelli;  junto a Imbelli, al confín con Serra d'Aiello, han sido hallados restos de construcciones griego-antiguas.
- Algo más alejada está la ciudad de Klethe (en griego antiguo Κλετθε), en las vecindades de la actual Principessa al confín con Savuto de Cleto, habitada por una princesa, de cuyo nombre surge el barrio homónimo, Amazonia, aliado de los Crotonianos pero enemigo de los Sibaritides.

Víctimas también de incursiones piráticas, las dos ciudades rivales fueron destruidas y las poblaciones huyeron sobre los montes construyendo peñones. No es menor el hecho de que el territorio, desde siempre sujeto a conquistas y a campamentos varios, en el curso de los siglos ha recibido, entre otros, fenicios, griegos, romanos, varios pueblos barbáricos, árabes y normandos.

### Edad Media
De la Edad Media quedan muy pocas, sino escasas huellas. La zona también fue sede del desembarque del emir Mohammad Abdul al-Zimzim, que de allí ha procedido a la invasión de Amantea, (un tiempo llamada Clampetia). La época árabe duró muy poco, hasta la llegada de los bizantinos, reemplazados más tarde por los normandos. Con los normandos se iniciaron las primeras fortificaciones de sitios de control o bien torrecillas de guardia:  uno estaba ubicado en la fracción confinante de Coreca, y el otro, conocido localmente como "U Turriune", se encuentra cerca de la localidad Fravitte y no está lejos del centro ciudadano con vista sobre el mar. Con la llegada de los Angevinos y sucesivamente de los Aragoneses, por lo tanto bajo el Reino de Nápoles, el territorio perdió importancia, que se dio en relativa parte a la cercana Amantea y a las zonas onduladas colindantes. Un rincón de cultura hebrea había desaparecido completamente en 1492, año del Descubrimiento de América y año en que a causa de la Reconquista española, el Rey Fernando el Católico, mandó la expulsión o conversión de los judíos de todos los territorios de la Corona Unida de Castilla y Aragón.

### Historia moderna

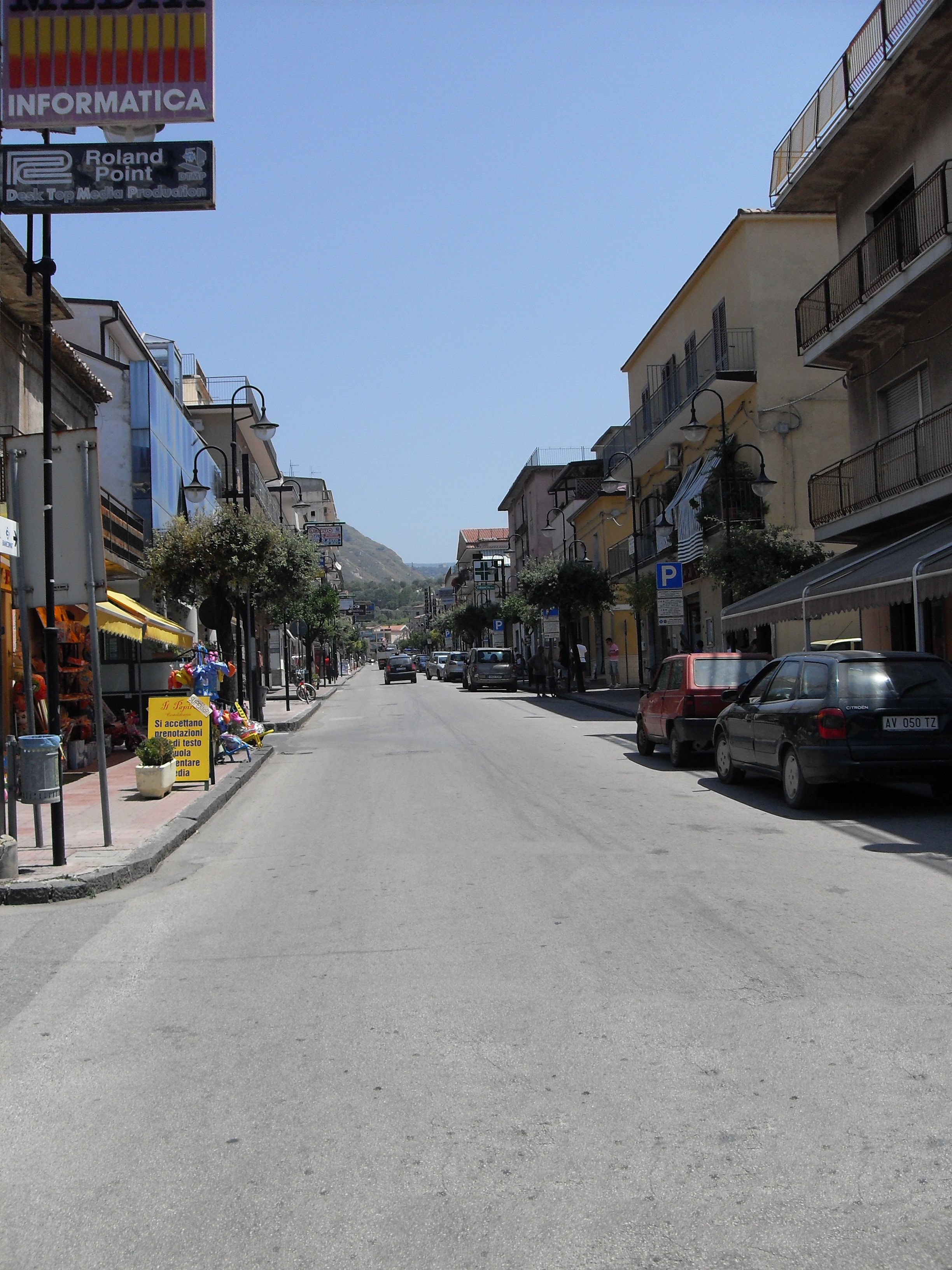
Un escorzo de Corso Italia, la calle principal de la aldea.

Después de un período de oscuridad histórica, hacia 1600-1700 se inició una revaluación del territorio gracias a los nobles terratenientes en gran parte de Amantea, pero con orígenes en las varias zonas de la Corona de Nápoles. De hecho, todos los barrios actuales tienen en su gran mayoría los nombres de los viejos poseedores de la tierra. En 1730 el marqués Francesco Maria Cozza, noble de orígenes sicilianos, pariente del pintor homónimo, hizo construir sobre un terreno que hoy es el barrio que toma su nombre, una sedería con agregada el cultivo de los gusanos de seda, más una capilla dedicada a San Juan Bautista (en dialecto antiguo Santu Janni). La sedería también tuvo sede en la Masonería, y por un breve período, también en la vecina Augurato. Hay huellas del paso de la arquitectura del siglo XVIII gracias al escultor local Vincenzo Torchia, de Nocera Terinese. En 1756 inexplicablemente la sedería puso punto final a su actividad, y la zona cayó en la oscuridad por 130 años.

### Historia actual

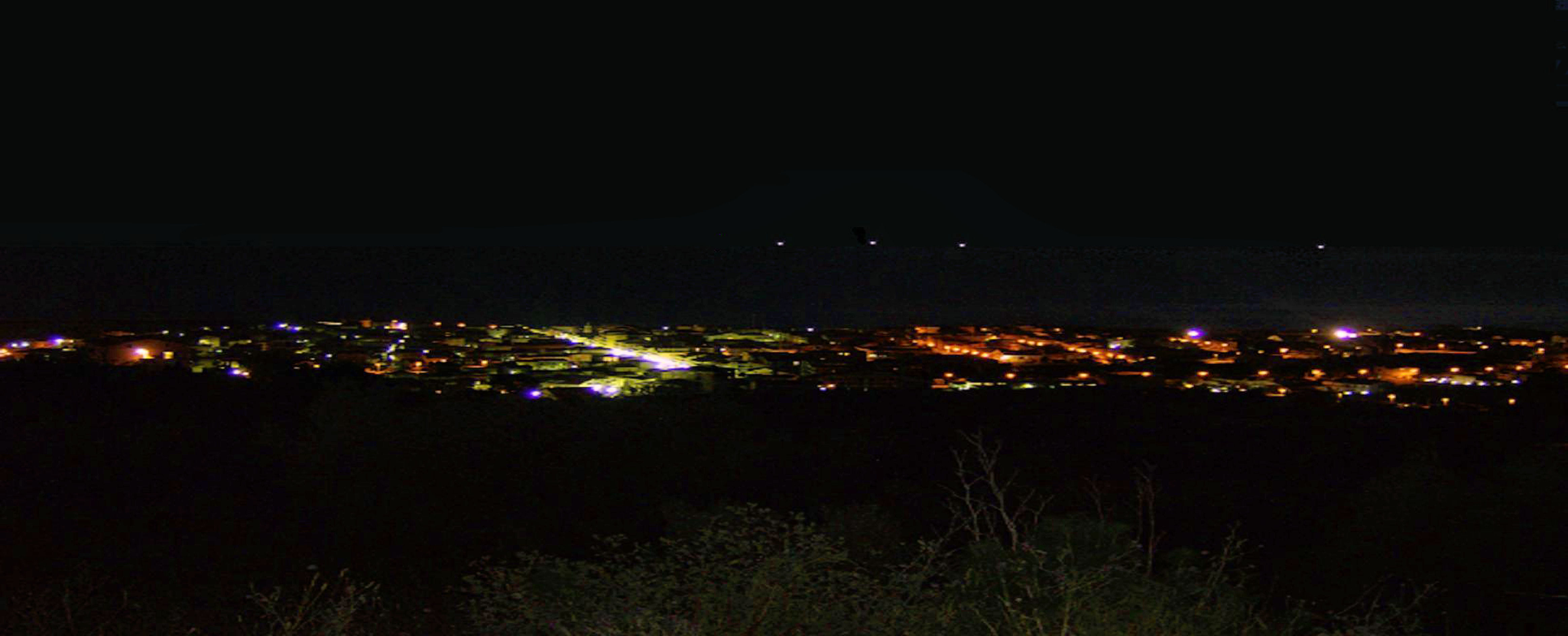
Panorama veraniego nocturno de Campora San Giovanni visto desde el barrio Mirabelli.

El núcleo del actual Campora estaba dividido hasta 1876 entre los actuales ayuntamientos de Amantea, Aiello Calabro y Nocera Terinese. En 1877 se iniciaron las primeras oleadas migratorias de las regiones colindantes, Cleto, Nocera Terinese, Aiello Calabro, Belmonte Calabro, Lago, Longobardi, San Mango d'Aquino, pero también llegaron inmigrantes de Baviera y del Imperio austrohúngaro, entre ellos comerciantes o nobles caídos en desgracia. Los nobles fueron muy pocos: entre ellos estuvo el barón Johann-Paschalis von Tief (que italianizó su nombre a Pasquale Chieffa Sr. en el 1858), un aristócrata de orígenes tiroleses que intentó recobrar la suerte perdida por sus antepasados. Trabajando en la viticultura en la zona del Savuto, logró hacer suerte y formar el primer núcleo de Campora San Giovanni, debido también a la ayuda de los dos mayores terratenientes de la época: los marqueses Cavallo y Mauri.

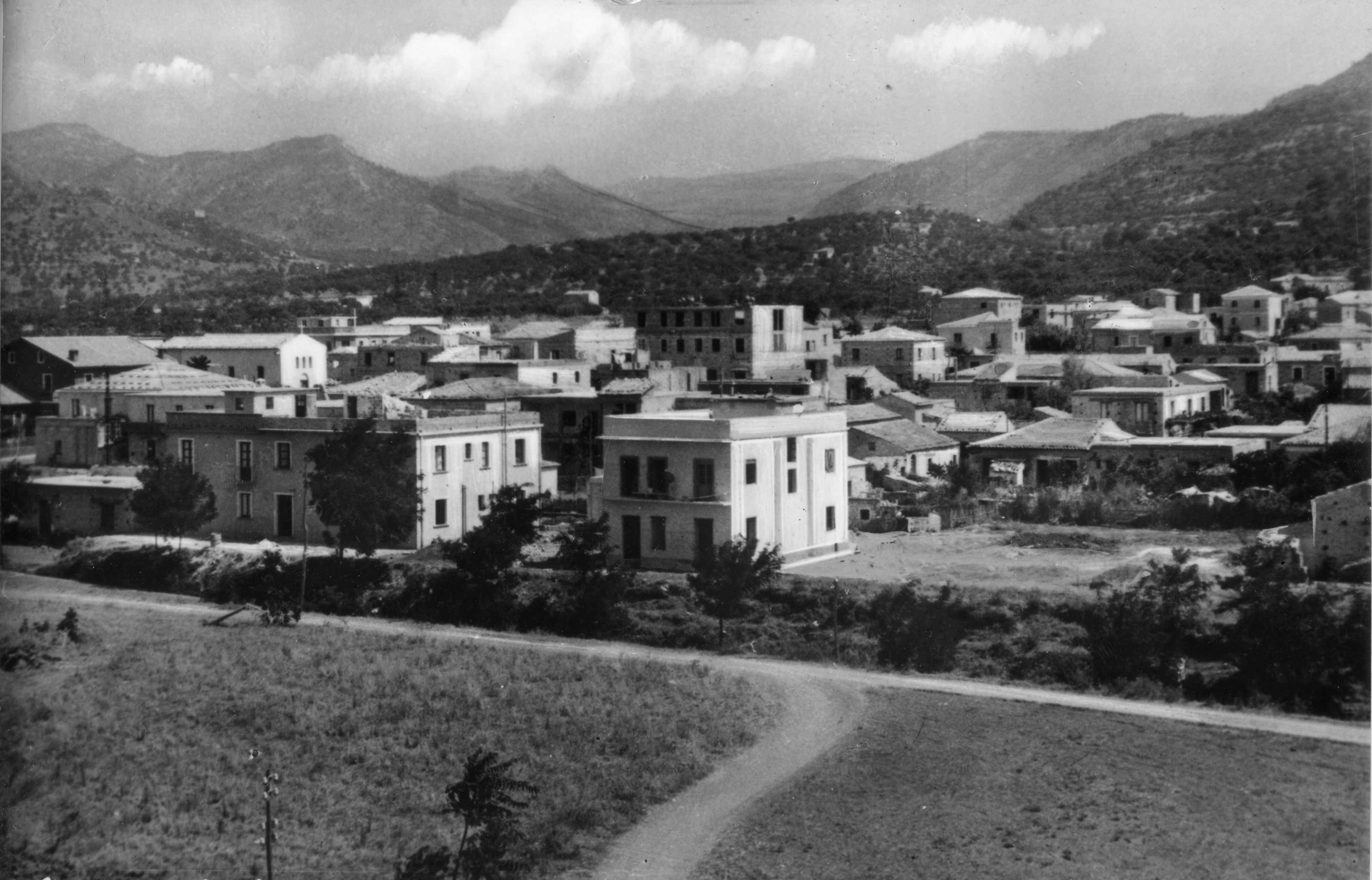
Panorama de Campora San Giovanni en una foto de los años 1960, vista aérea desde la bahía de Campora San Giovanni

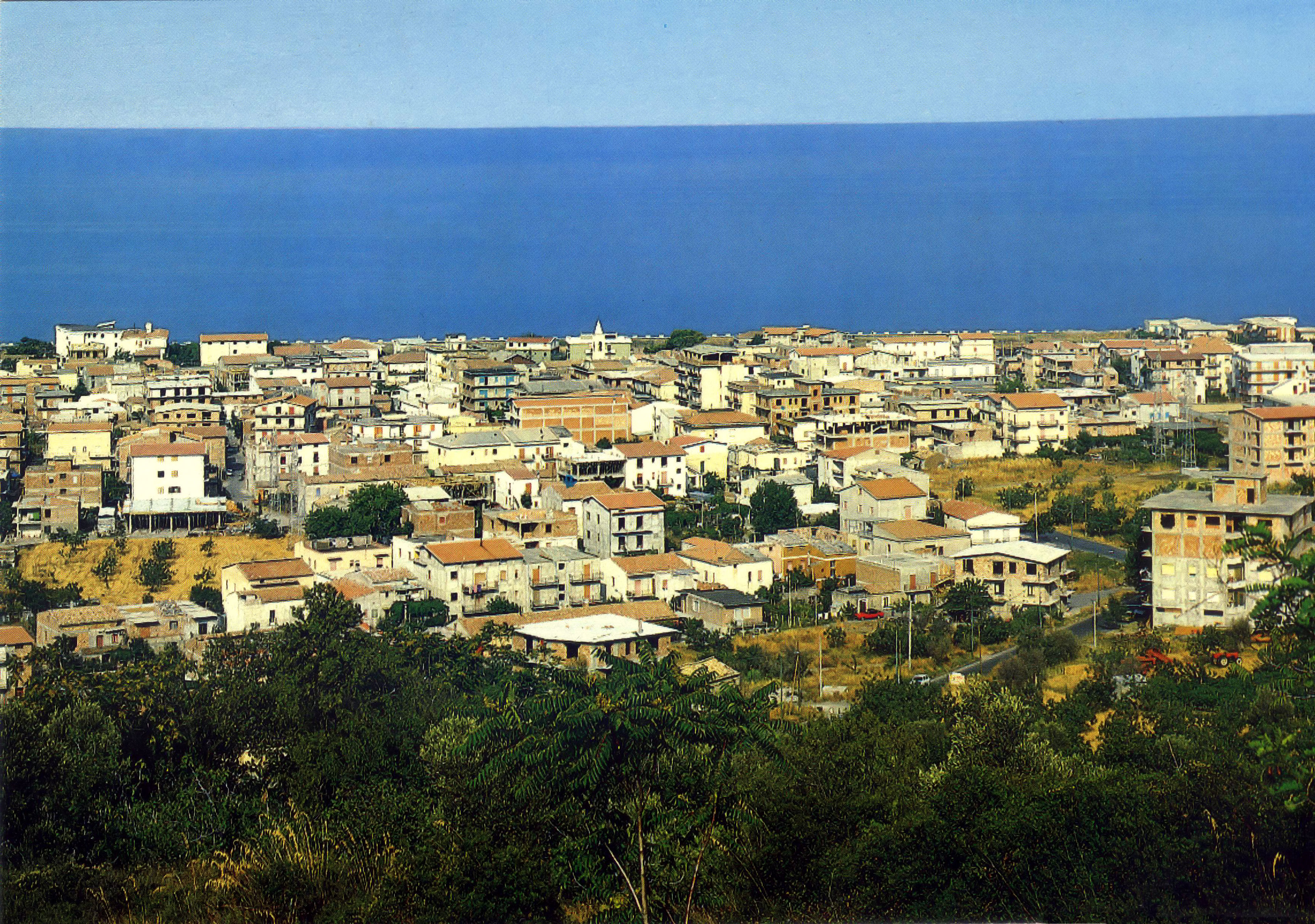
Panorama de Campora San Giovanni en una foto de los años 1970, vista desde el Barrio Augurato

En los veinte años siguientes, se iniciaron nuevas oleadas migratorias del interior hacia la costa. En 1898 Amantea adquirió de sus vecinos el territorio de Campora San Giovanni. La población participó activamente en la Primera Guerra Mundial. En los años del fascismo, el territorio tuvo nuevos saneamientos.
Al estallido de la Segunda Guerra Mundial, muchos camporeses partieron de nuevo para servir a la patria. En 1943 el país fue bombardeado por los aliados, de lo cual quedan huellas en el barrio Augurato y cincuenta camporeses fueron asesinados por los nazis durante su retirada, para mostrar cuál era el fin destinado a los traidores. La localidad de Campora sólo ha tenido un partisano: Angelo Vadacchino, que luchó en los aprietas de Florencia y fue confinado a Prato, salió haciéndose pasar por mentecato. Como en todos los lugares de Italia entre los años 1950 y años 1980 del siglo XX muchos camporeses emigraron en busca de suerte del norte de Italia hacia Venezuela y Nueva Zelanda; se considera que partieron al menos siete mil personas en menos de treinta años.

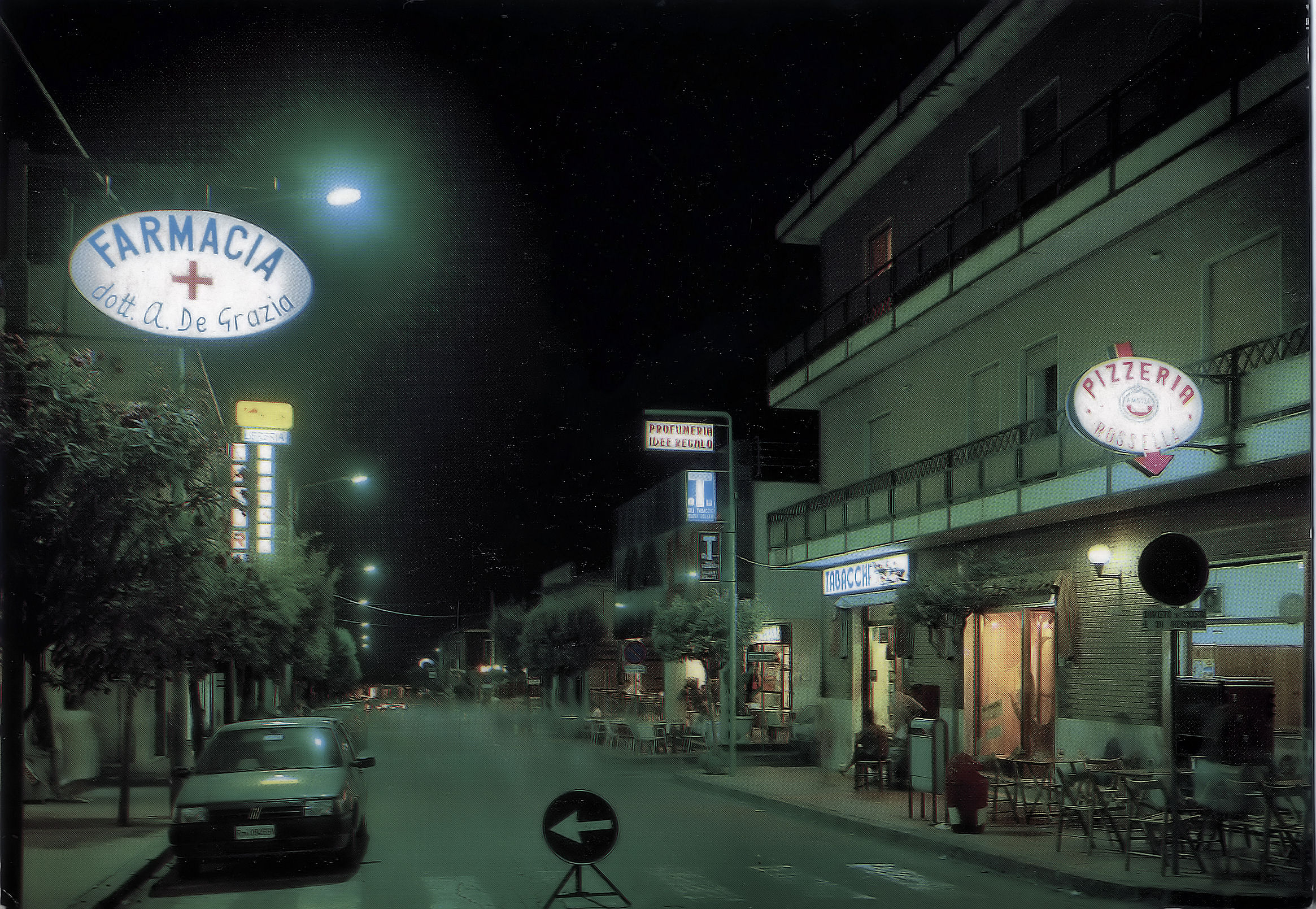
Corso Italia de Campora San Giovanni en una noche veraniega del 1985

En los años 1980 del siglo XX inició el estampido económico de Campora San Giovanni, que continuó por casi un quinquenio, sea con el desarrollo de estructuras hoteleras y marítimas o con el estampido de la cebolla roja de las varias cooperativas agrícolas. Con la caída del Muro de Berlín se ha asistido a la llegada de nuevas oleadas migratorias de Europa Oriental, de dónde proviene el peonaje para la agricultura (mujeres) y por el sector constructor (hombres). Es reciente la llegada de pequeñas comunidades chinas, árabe-magrebíes e hindúes.

## Cultura

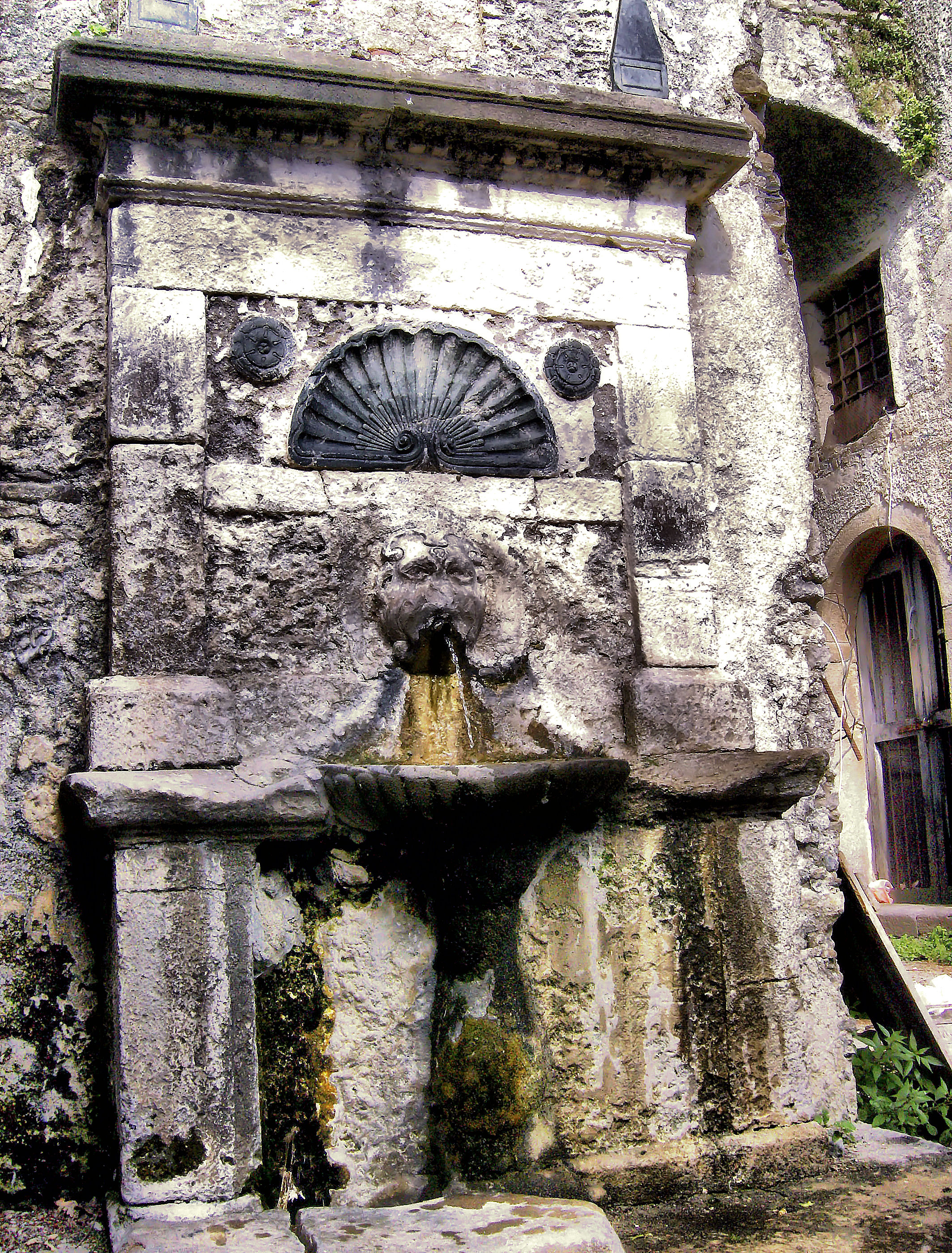
La Funtana du Peshcaru (Fuente del Fantoche) en Augurato.

El Nombre Campora San Giovanni deriva del latín Campo (Campo, Campamento), con los sufijos - ris, - raís. San Giovanni deriva más allá de San Juan Bautista, protector de la vecina Nocera Terinese, también por el nombre de la antigua Capilla de Santu Janni, San Juan en dialecto antiguo. También los barrios tienen un origen a su nombre, sea por los Viejos propietarios sea por desinencias varias:
- Augurato: del latín "Auguratio Esperantia", o bien en estos lugares donde además tiene sede la Iglesia de la Patrona Santa Filomena, se ampararon para investigar precisamente la esperanza y consuelo, y bebieron el agua del "Funtana du Peshcaru", Fuente del Fantoche, donde alejó el miedo y las desgracias.
- Carratelli: Originariamente bajo la familia homónima casi del todo extinguida a partir de 1917, también del latín "Carae Tellus", (Queridas a Tellus, diosa de la Fertilidad y Protectora de los Muertos y de los Terremotos).
- Cologni: de Colunus (colono, en el sentido de la tierra).
- Cozza: derivado justo de la sedería creada por el Marqués Francesco Maria Cozza.
- Cuccuvaglia: del latín "Cum Valicum" (Con los Valles).
- Fravitte: o bien un terreno friable.
- Gallo:por el campo lozano, sede de antiguas crías de pollos y crías de ganado.
- Imbelli: de latín "In Bellum" (En la Guerra), en cuanto fue sede de la guerra entre Temesa y Klethe.
- Marano: derivado de una familia de Cosenza, los Marano.
- Marinella: La Pequeña Marina, cerca del mar.
- Mirabelli: Más allá de que se deriva de la familia nobiliaria homónima, también por el dialecto llamado  'Mirabella ', o bien Mira la Bella Vista del Territorio.
- Oliva: Por la vegetación y las vecindades de los olivares.
- Piana Cavallo: Sede de las Posesiones de la Familia del Marqués Luigi I Cavallo.
- Piana Mauri: Sede de las Posesiones de la Familia del Marqués Alberto I Mauri.
- Principessa: Se cuenta que aquí estuvo la sede de la Princesa Amazonia, por eso a ella fue dedicada este barrio.
- Ribes: llamada así por la rigurosa mancha de grosella de un tiempo.
- Rubano: Llamada además de por el arroyo homónimo, también por las continuas correrías de los bandoleros del pasado.
- Villanova: del latín "Villa Novam" o sea Ciudad Nueva, al confín con Serra d'Aiello.

### Lugares de interés

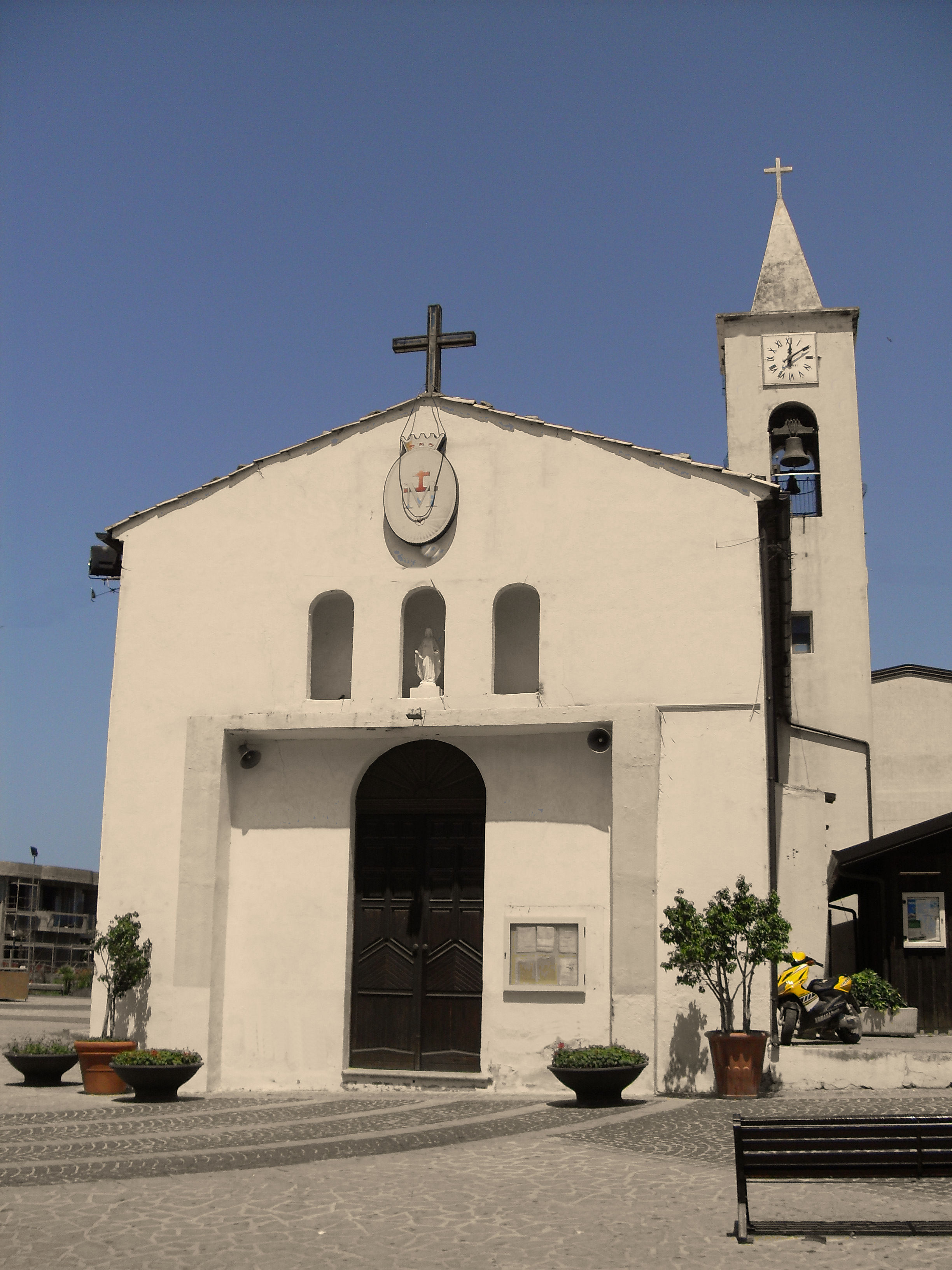
La Iglesia de San Pedro Apóstol en Campora San Giovanni, Iglesia Principal de la Aldea, en una foto veraniega.

Una torre de notables dimensiones que data del siglo XIV es la única construcción de valor histórico. La parte superior de la torre está adornada por repisas de coronamiento. Tal torre es denominada en el dialecto local "U Turriune".

El "Turriune" de Campora San Giovanni, en las variantes del cielo

La Iglesia de Santa Filomena a Augurato con la relativa Funtana du Peshcaru.

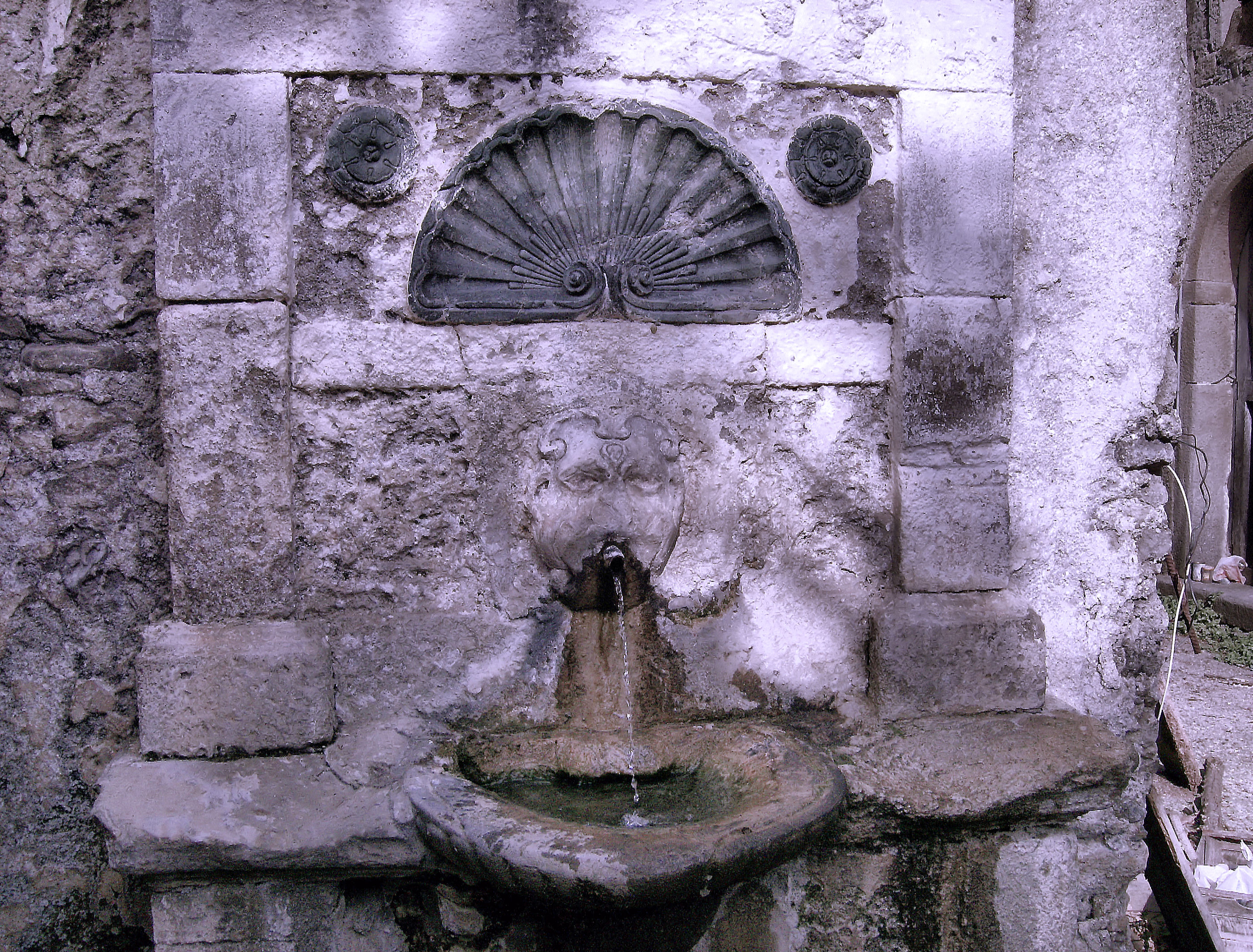
U Peshscaru de la Fuente (Fuente del Fantoche) a Augurato.

De reciente construcción, en cambio, son el puerto (2002) y la plaza "San Francesco de Paola" (2003), dedicada al homónimo santo patrón que es celebrado entre el 1 y el 3 de septiembre. En el ámbito de esta fiesta, que llama fieles de las regiones vecinas, se desarrolla una procesión dónde es llevada en hombro la estatua del santo a lo largo de las calles del lugar, a veces también con un carro adornado de flores.
La iglesia principal está dedicada a San Pedro Apóstol (1956). La Curia ha decidido construir una nueva iglesia a causa del aumento de la población.  El 12 de junio de 2010 a la Presencia del Arzobispo de Cosenza-Bisignano, Monseñor Salvatore Nunnari, y de otras autoridades locales por fin son inauguradas la Nueva Iglesia de San Pietro Apostolo.

## Gastronomía

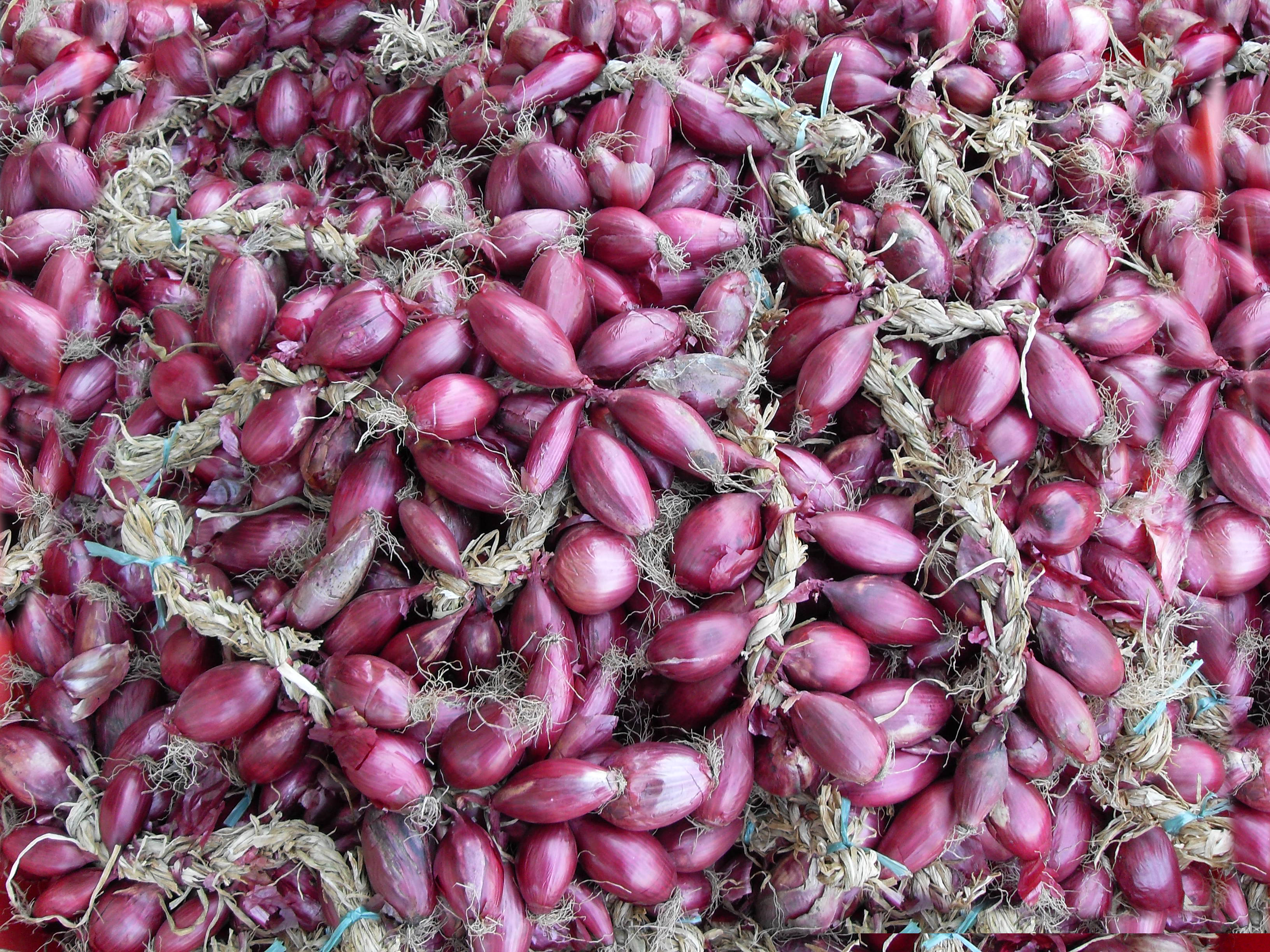
la Cebolla Roja la Gruesa a Cuello de Cisne.

Como toda la cocina calabresa deriva del origen campesino y marinero. Comprende desde platos simples y pobres a dulces de inusitada habilidad repostera, con una amplia representación de embutidos y carne porcina.

### Cocina campesina
Entre los platos de la cocina campesina cabe destacar:

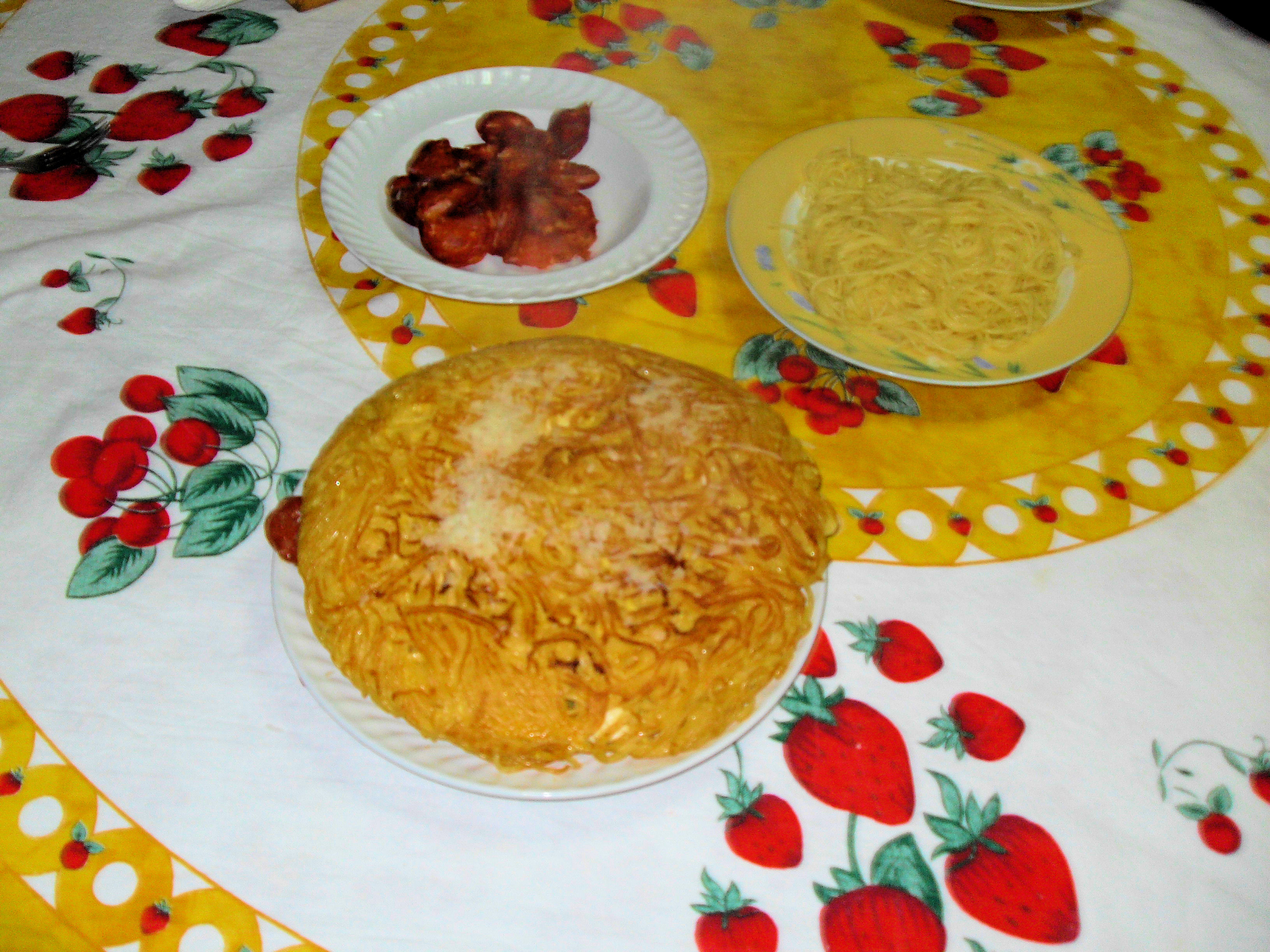
la Frittata i Carunevale (Tortilla de Carnaval), comida del Mardi Gras

- Coria (o Frittule) 'ccu fasuli e cipulle:  cuero de cerdo con judías y cebollas rojas.
- Frittata i Carunevale:  es freuente que el martes cada familia camporesa haga una tortilla de espaguetis con requesón fresco y salchicha, ya que el día siguiente (Miércoles de Ceniza) se inicia el período cuaresmal, que desaconseja el consumo de carne.
- Patate 'ccu pipe e mulinciane:  patatas fritas con pimientos y berenjenas, a veces con la añadidura de cueros o carne de cerdo a estoques.
- Minestra e fasuli:  hierbas del huerto o aromáticas salcochadas y sofritas con frijoles, a veces también sazonadas con pimentón.
- Mulinciane e pummaduari:  berenjenas en aceite con la añadidura de los tomates frescos, plato típicamente veraniego, muy refrescante.
- Spezzatinu:  estofado de cerdo con patatas a estoques y sazonadas con jugo de tomate, típico de la fiesta patronal.
- Pitticelle: pastas fritas de harina de forma plana, a veces sazonadas con flores de calabaza o pequeñas rebanadas de calabacines o bien aceitunas en aceite.

### Cocina marinera
- Pasta 'mbiancu e baccalà:  es la pasta con el bacalao delicado hervido y sazonado con aceite de aceituna. Es un plato típico de los tiempos litúrgicos en que la religión prescribe la abstinencia de las carnes (Adviento, Nochebuena, Miércoles de ceniza, Viernes Santo, víspera de Pentecostés, víspera de la Asunción)
- Baccalà e patate vullute: bacalao hervido en jugo de tomate con patatas cortas a toques grandes.
- Alici fritte:  son las anchoas pequeñas fritas en aceite y saboreadas con limón o naranja.
- Alici sutt'uaglio: anchoas en aceite, se comen con un tajada de pan sazonado con orégano y pizcas de tomates.
- Alici 'mpipate: anchoas puestas en salsa de pimientos y pimentones, también este se comen con el pan.

### Dulces
También los dulces están presentes en la cocina típica campesina:
- Cuzzupa:  es un postre típico de Pascua que puede ser simple o sazonado, o bien con un huevo de gallina en el centro.
- Bucchinotti o Buccunotti: típicos de la tradición calabresa, ellos pueden servirse con mermelada de uva o con cacao y pasa de uva.
- Pani i castagna: es un postre parecido al castagnaccio, pero de dimensión más pequeña y a menudo es sazonado con piñones, pasas de uva, nueces y avellanas.
- Turdilli:  fritos, típicos del período navideño tienen la forma de una espiral, o de una trenza, y son sumergidos en miel.

## Vino

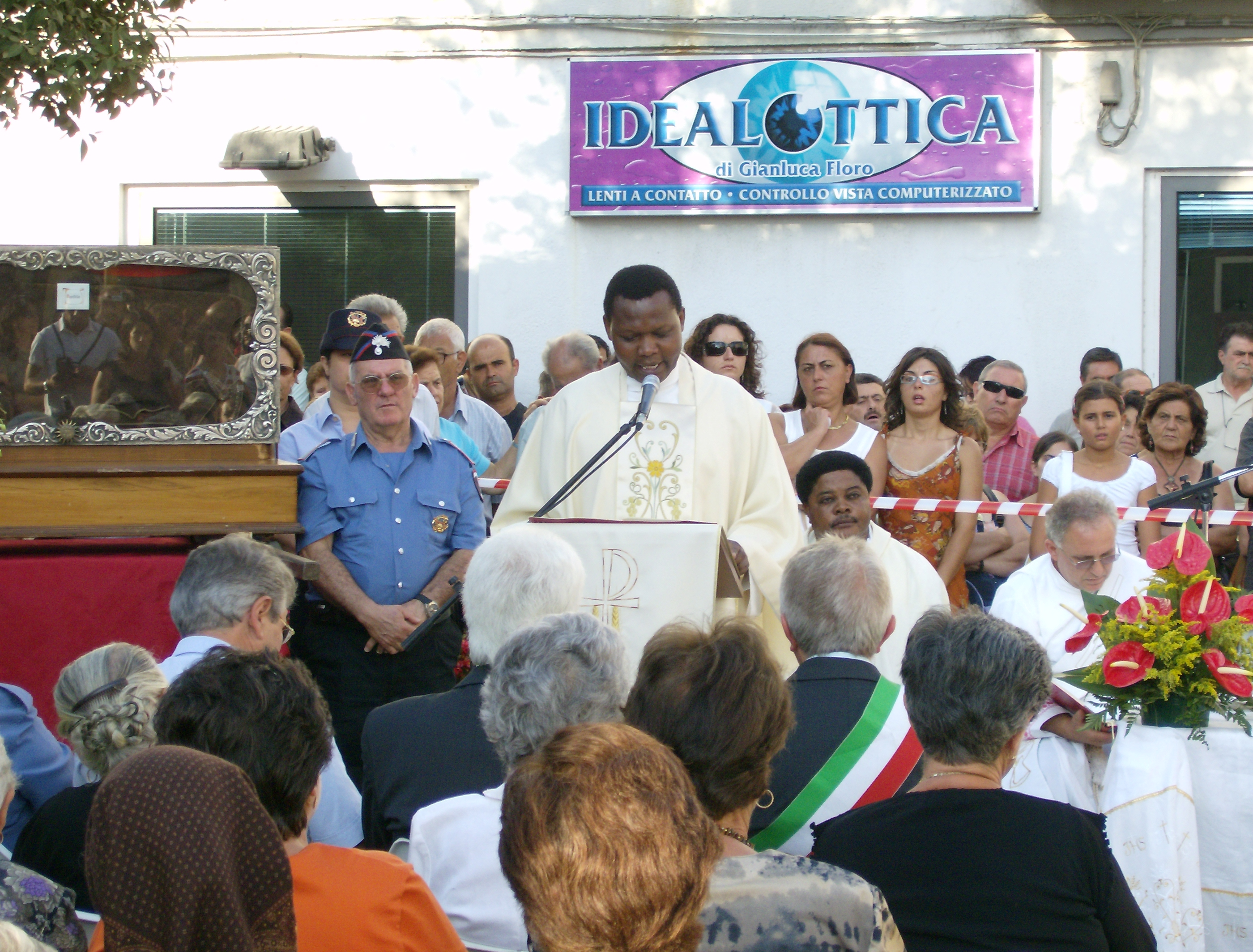
Don Apollinaris Mashughuli durante la celebración de la fiesta patronal del 3 de septiembre de 2007, por los 500 años de la muerte de San Francisco de Paula.

Dignos de notar son los vinos locales, sobre todo los tintos, los blancos son una excepción, son la base de la comida camporesa, los más apreciados son el Savuto y el Gallo.

## Dialecto
El Dialecto local ha sido el encuentro entre las botaduras dialectos calabreses, resultando de ello un hibridismo, este dialecto ha perdido la originalidad en el curso de los años, de cuando otros vocablos que los ex emigrantes y los inmigrados se han sumado han llevado como contribución lingüística.

### Folklore

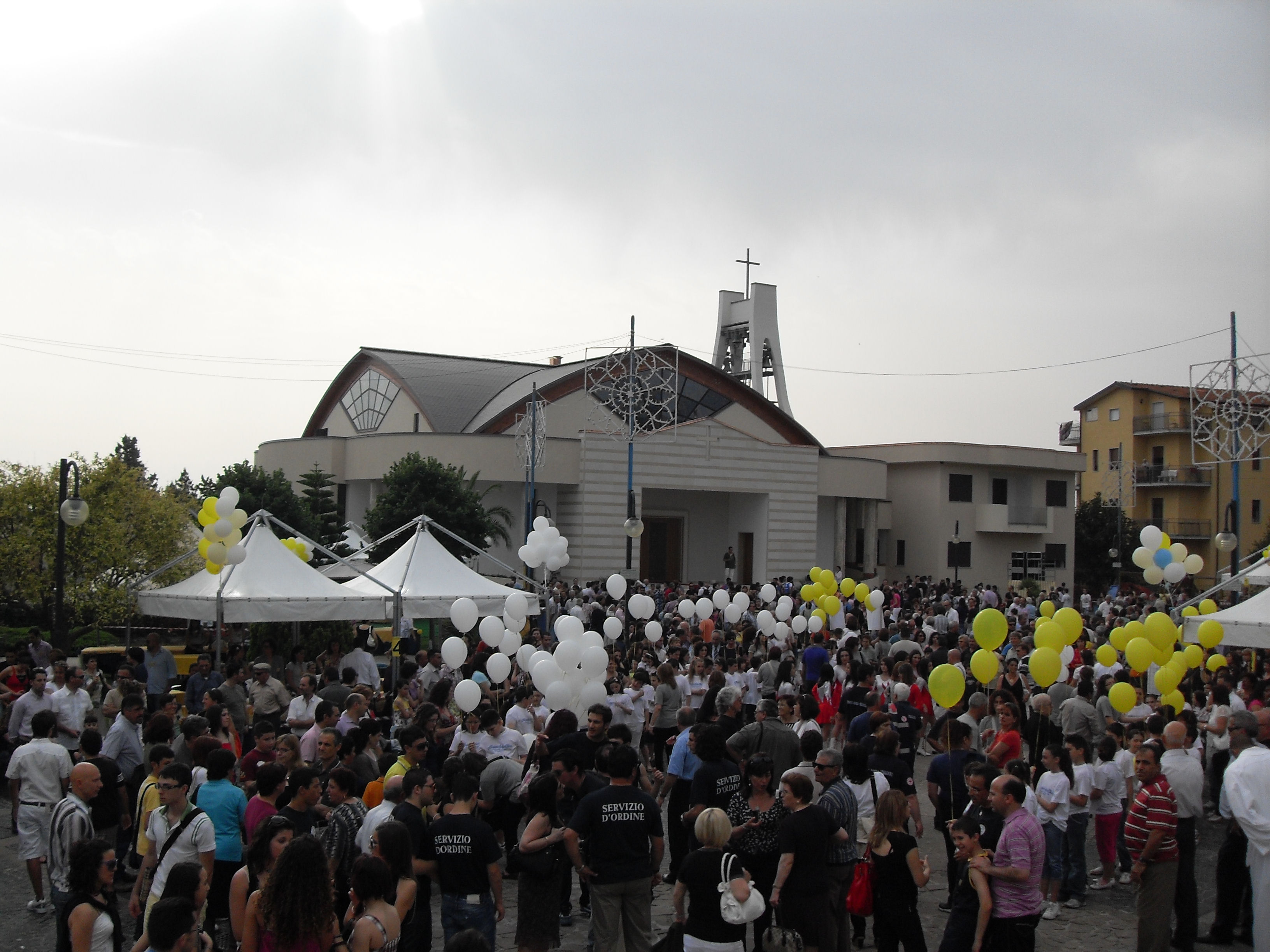
la inauguración de la Nueva Iglesia de San Pietro Apostolo, del 12 de junio de 2010, en una vista diurna.
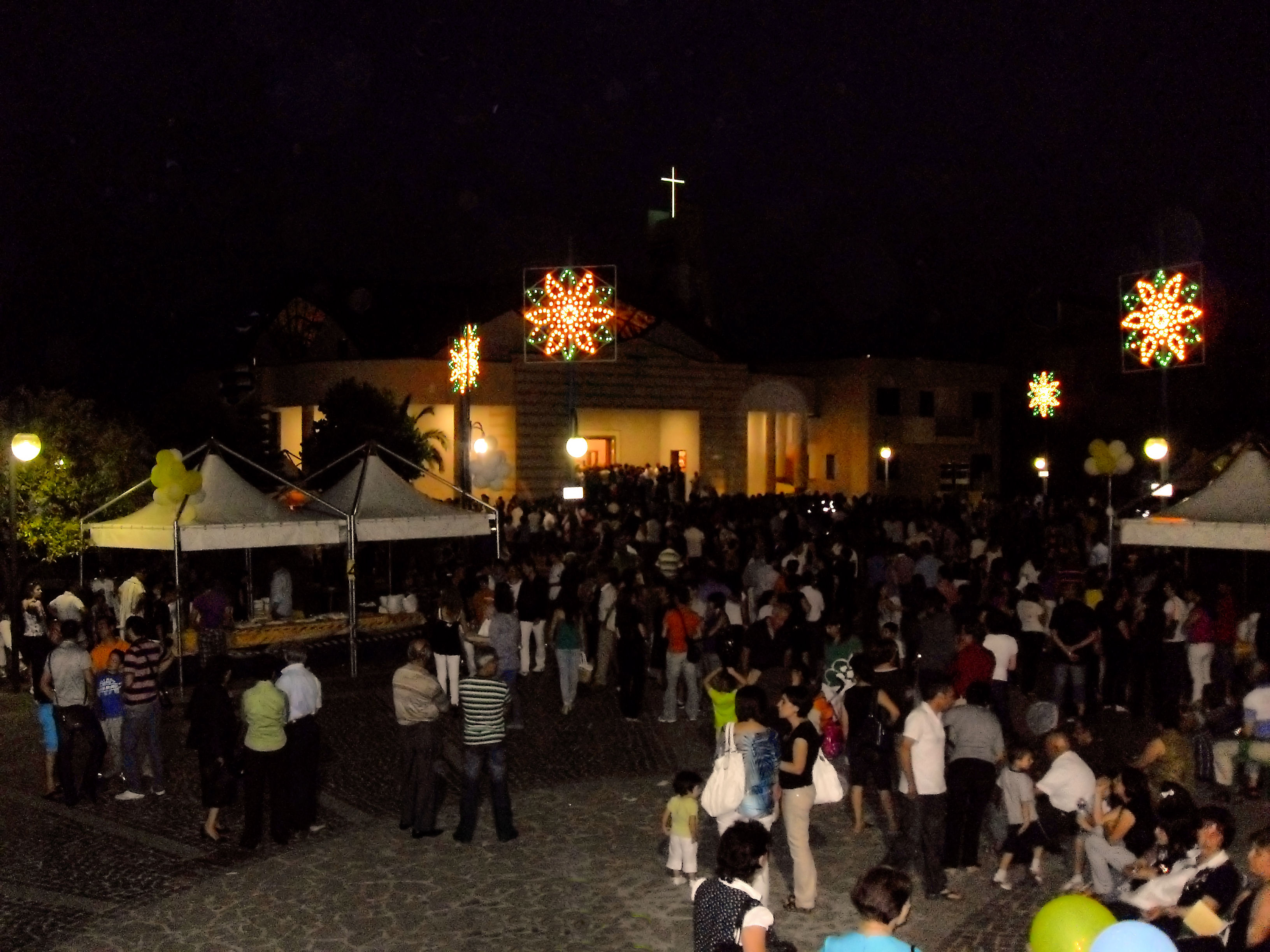
la inauguración de la Nueva Iglesia de San Pietro Apostolo, del 12 de junio de 2010, en una vista nocturna.
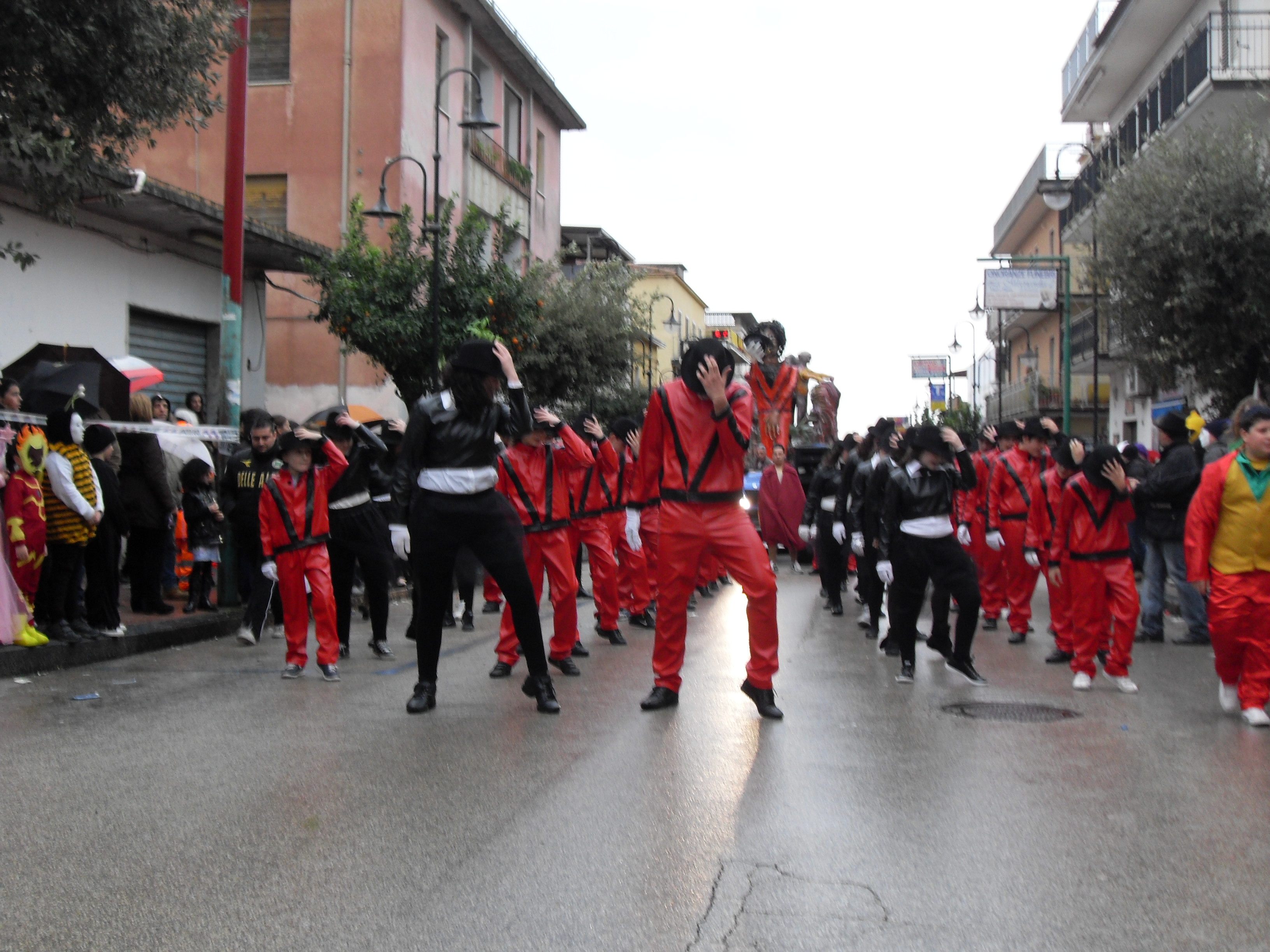
El Carnaval de Campora San Giovanni, en el 2010.
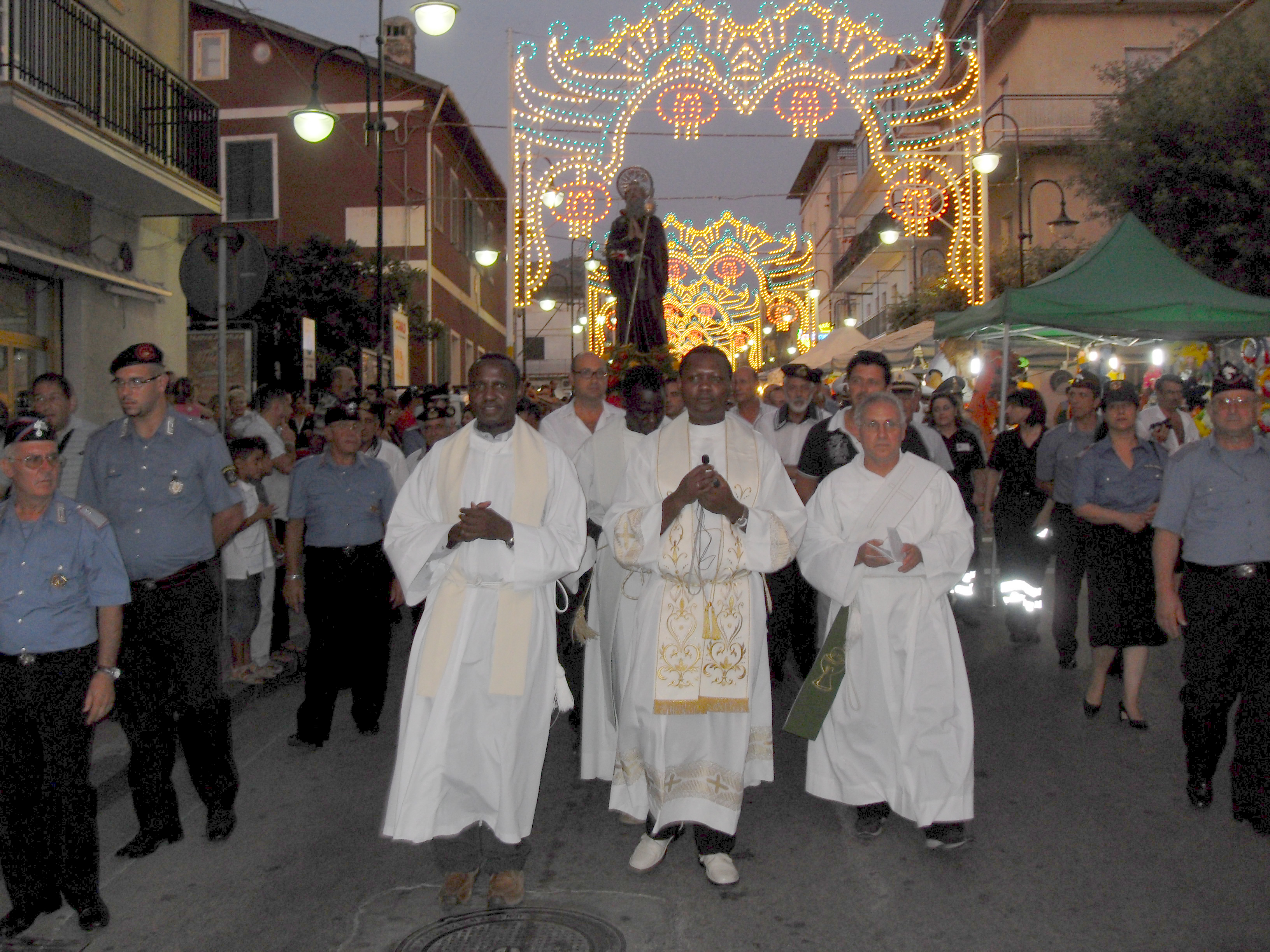
La Procesión de San Francisco de Paula el 3 de septiembre de 2009.
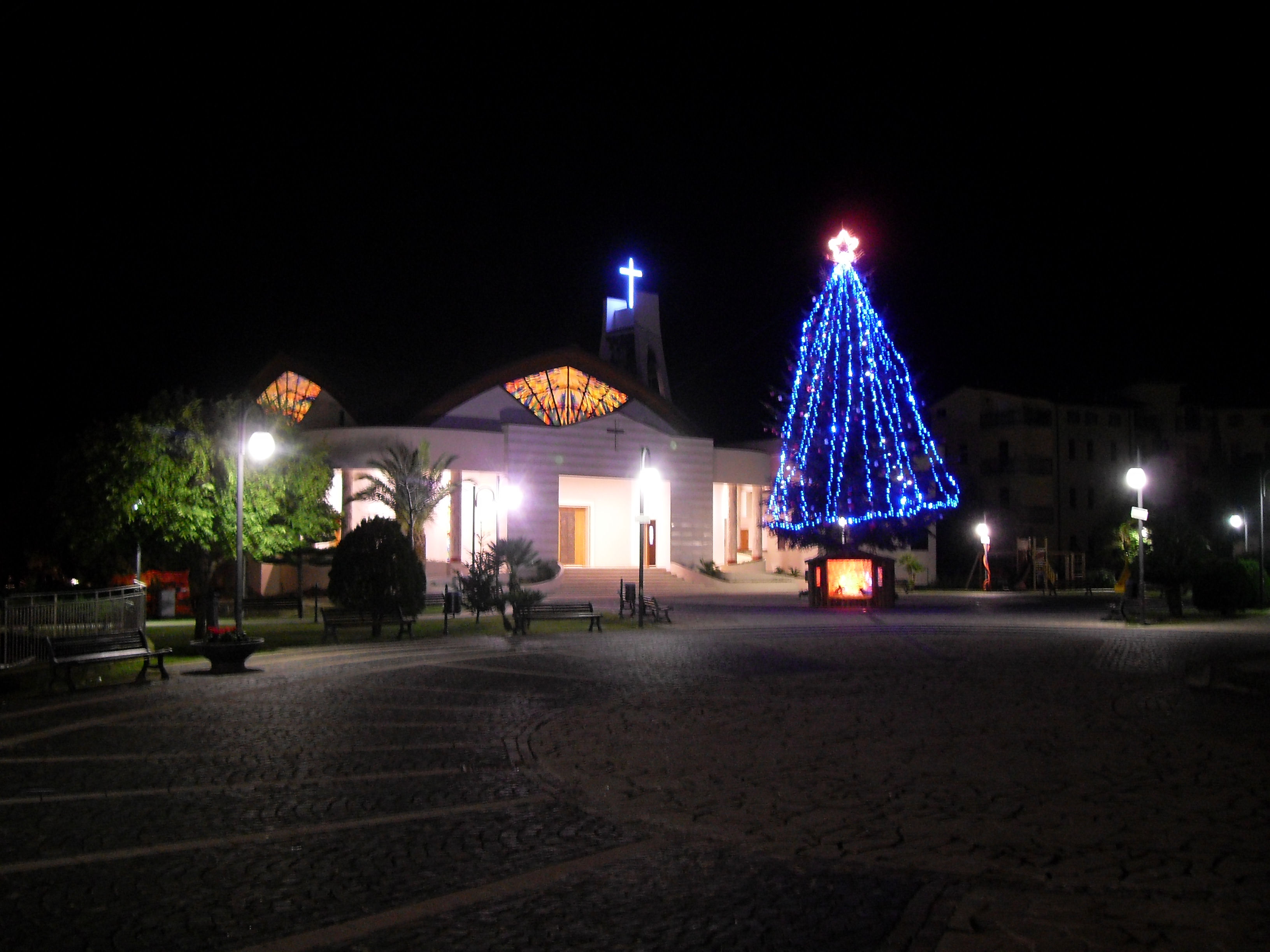
Piazza San Francesco di Paola durante las fiestas navideñas del 2010 en una imagen nocturna.
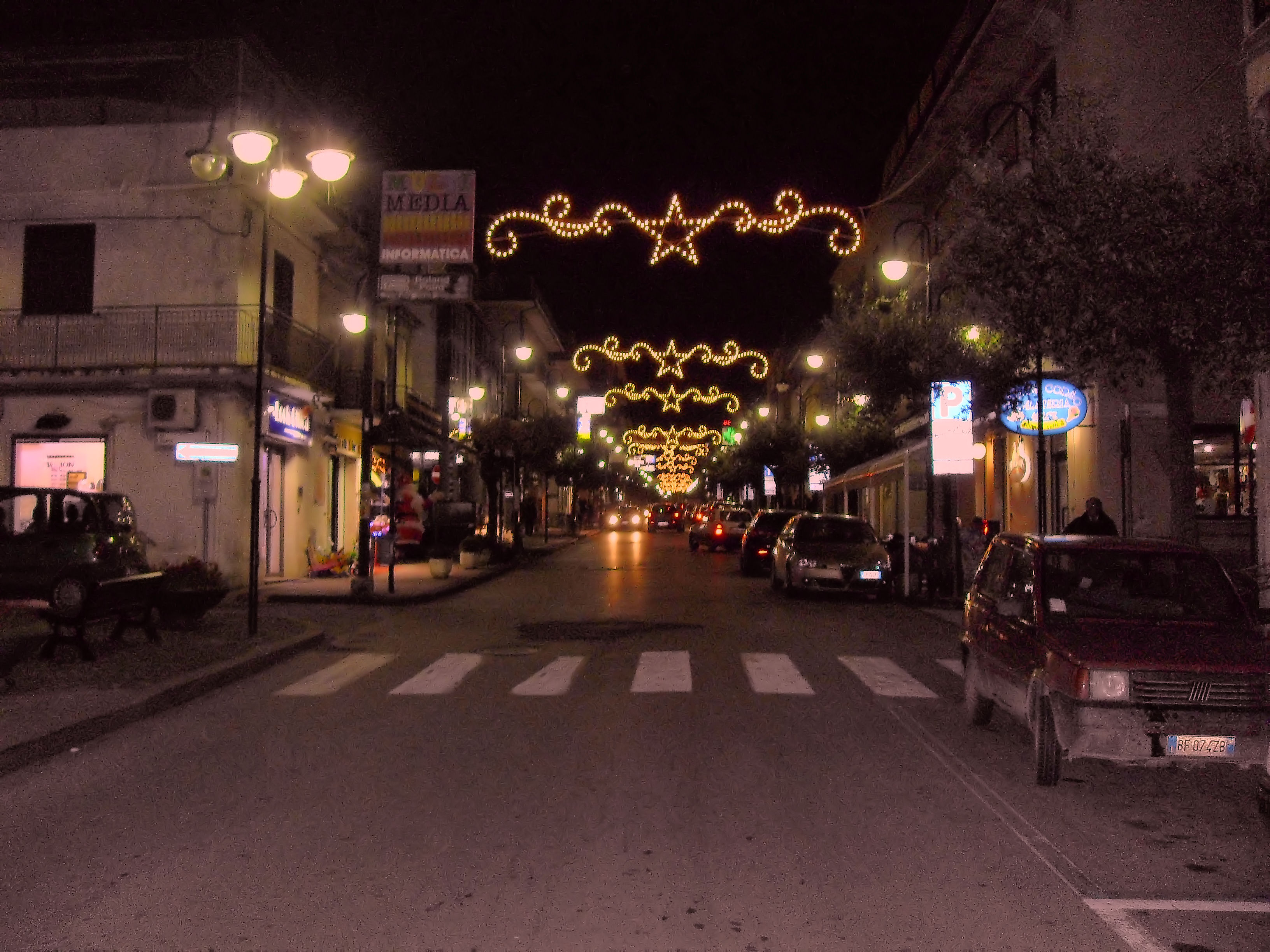
Un escorzo de Corso Italia, durante las fiestas navideñas 2010.
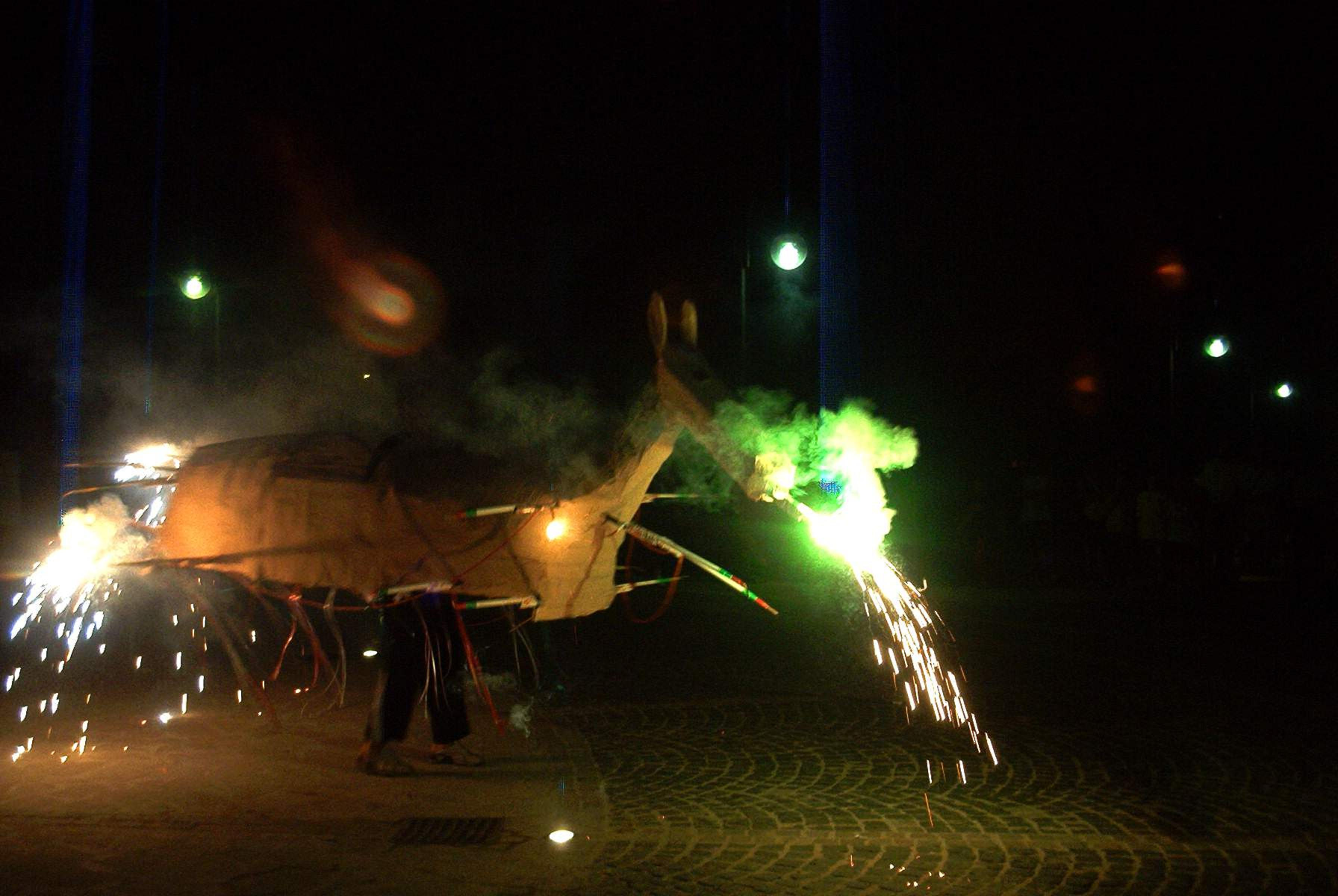
el Baile de "U Ciucciu de San Giuvanni" (el Burro de San Juan Bautista).
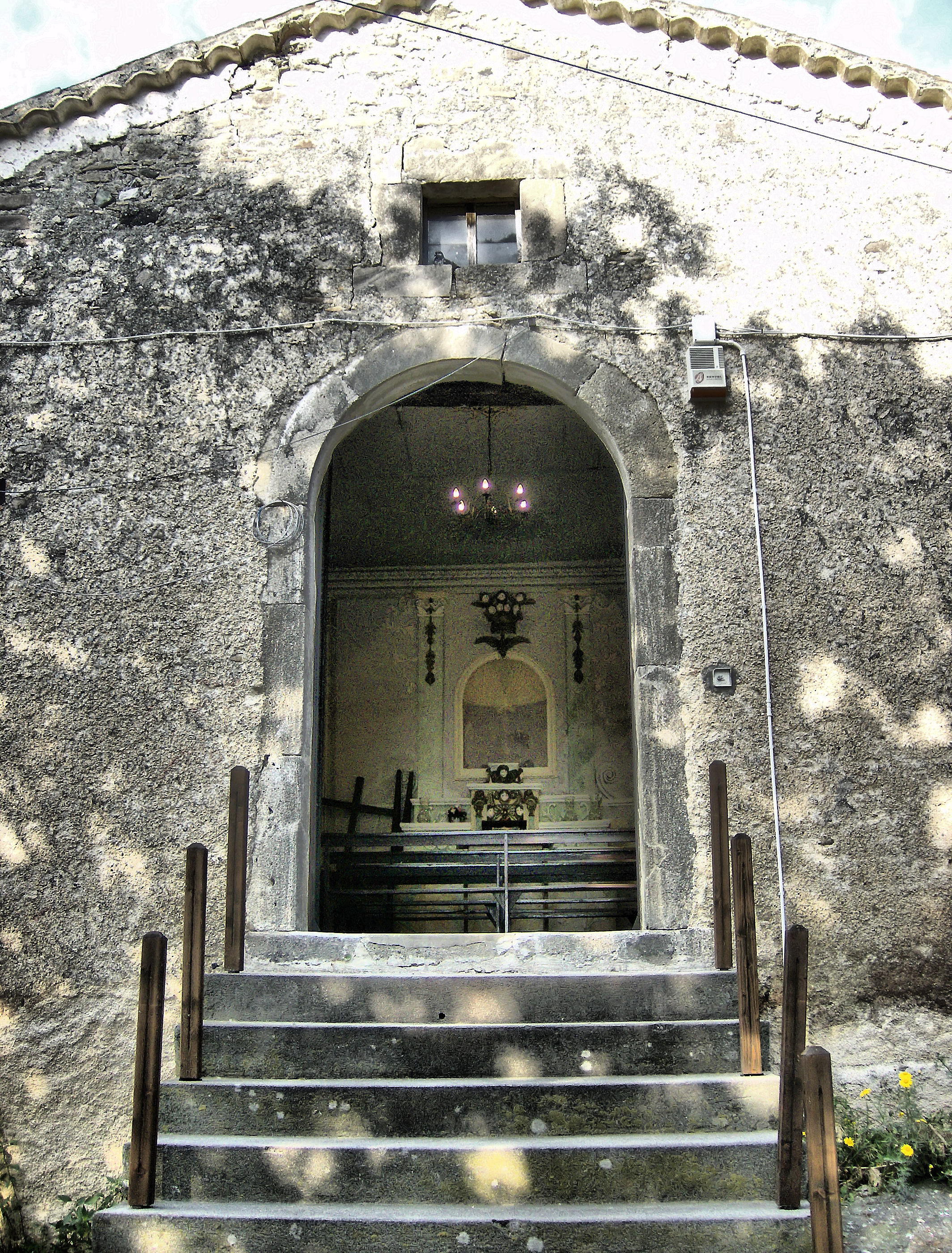
La Iglesia de Santa Filomena a Augurato.
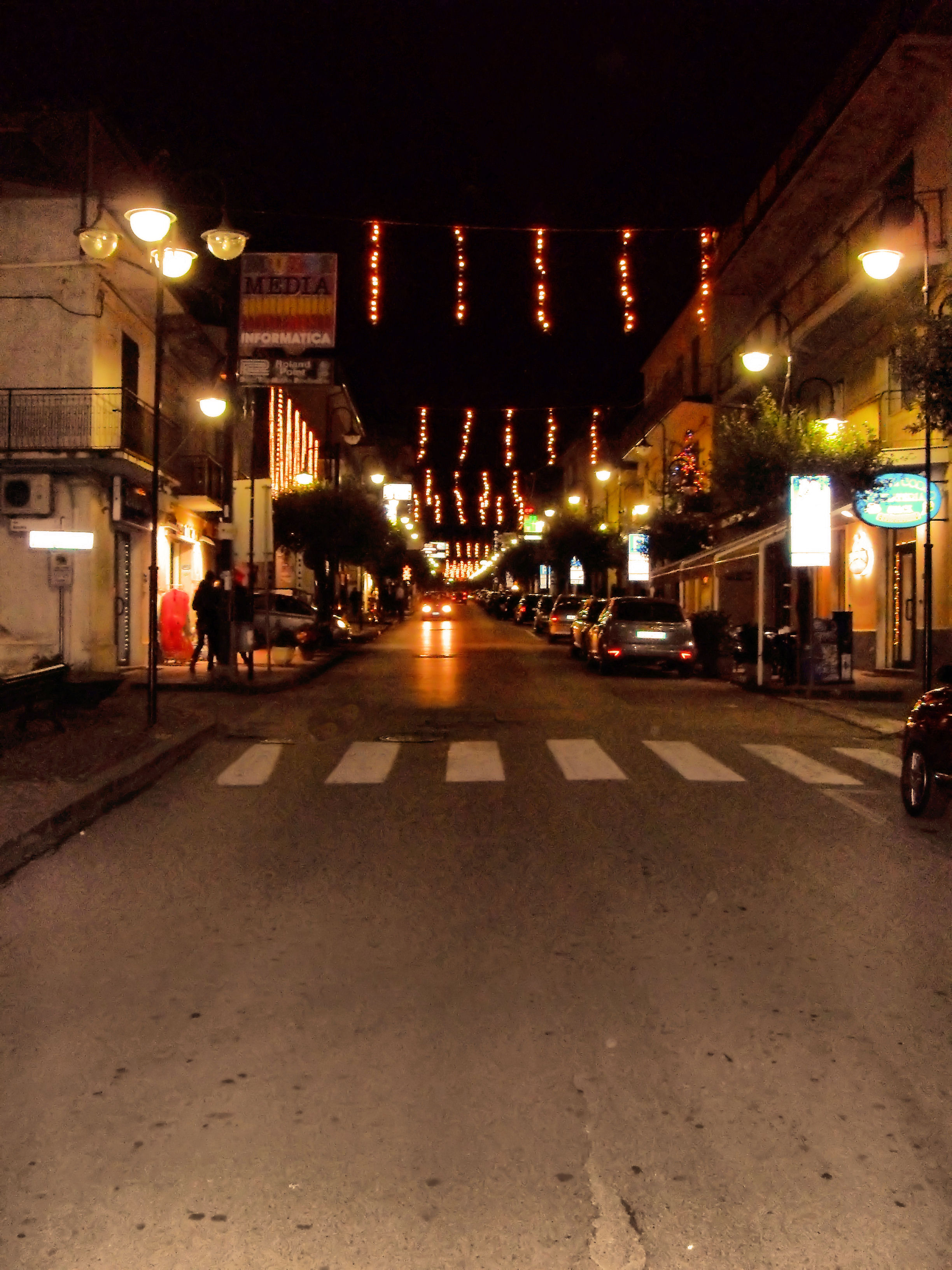
Un escorzo de Corso Italia, durante las fiestas navideñas 2009.

Como en todos los rincones de Calabria, el folklore está presente en la tradición del territorio, de las tarantelas en la Fiesta Patronal a las fiestas menores y a los Cuntaturi, que serían como bardos que cuentan de historias de vida rural. Es hoy todo tradición que los Cuntaturi sean elegidos por niños por los ancianos locales entre los niños más avispados y vivarachos:  en efecto ellos tienen que representar la memoria colectiva por el futuro.
También hay en el sitio de las leyendas sobre personas realmente existidas;  éstas cuentan a veces historias de astucia escondido en una índole simplona o alguna otra de locos del país que fueron el hazmerreír local, pero que al final de las cuentas resultaron ser personas sobre que hacer confianza cuando no nos fueron alternativas.

### Hijos Ilustres
- Angelo Vadacchino, partesano, campesino y activista político, apodado por los camporeses  "Mastr'Angelo", (1890-1976).
- Fabrizio Filippo, actor y guionista canadiense nacionalisado estadounidense.
- Fabián Mazzei, actor y guionista argentino nacionalisado español, conocido como Horatio en la serie televisiva "Un paso adelante", los padres fueron Barrio Marinella.
- Jérôme Ruggiero, diseñador de moda italiano nacido en Bélgica, el padre Bonavetura fue del Barrio Cozza.